# Liste der Kulturdenkmale in Möckern (Leipzig), A–G
Die Liste der Kulturdenkmale in Möckern (Leipzig) enthält die Kulturdenkmale des Leipziger Stadtteils Möckern, die in der Denkmalliste vom Landesamt für Denkmalpflege Sachsen mit Stand 2017 erfasst wurden.
Aus Platzgründen ist diese Liste geteilt. In dieser Liste sind die Kulturdenkmale in den Straßen mit den Anfangsbuchstaben A–G erfasst. Die Kulturdenkmale in den Straßen H–Z sind in der Liste der Kulturdenkmale in Möckern (Leipzig), H–Z aufgeführt.

## Legende
- Bild: Bild des Kulturdenkmals, ggf. zusätzlich mit einem Link zu weiteren Fotos des Kulturdenkmals im Medienarchiv Wikimedia Commons. Wenn man auf das Kamerasymbol klickt, können Fotos zu Kulturdenkmalen aus dieser Liste hochgeladen werden:
- Bezeichnung: Denkmalgeschützte Objekte und ggf. Bauwerksname des Kulturdenkmals
- Lage: Straßenname und Hausnummer oder Flurstücknummer des Kulturdenkmals. Die Grundsortierung der Liste erfolgt nach dieser Adresse. Der Link (Karte) führt zu verschiedenen Kartendiensten mit der Position des Kulturdenkmals. Fehlt dieser Link, wurden die Koordinaten noch nicht eingetragen. Sind diese bekannt, können sie über ein Tool mit einer Kartenansicht einfach nachgetragen werden. In dieser Kartenansicht sind Kulturdenkmale ohne Koordinaten mit einem roten bzw. orangen Marker dargestellt und können durch Verschieben auf die richtige Position in der Karte mit Koordinaten versehen werden. Kulturdenkmale ohne Bild sind an einem blauen bzw. roten Marker erkennbar.
- Datierung: Baubeginn, Fertigstellung, Datum der Erstnennung oder grobe zeitliche Einordnung entsprechend des Eintrags in der sächsischen Denkmaldatenbank
- Beschreibung: Kurzcharakteristik des Kulturdenkmals entsprechend des Eintrags in der sächsischen Denkmaldatenbank, ggf. ergänzt durch die dort nur selten veröffentlichten Erfassungstexte oder zusätzliche Informationen
- ID: Vom Landesamt für Denkmalpflege Sachsen vergebene, das Kulturdenkmal eindeutig identifizierende Objekt-Nummer. Der Link führt zum PDF-Denkmaldokument des Landesamtes für Denkmalpflege Sachsen. Bei ehemaligen Kulturdenkmalen können die Objektnummern unbekannt sein und deshalb fehlen bzw. die Links von aus der Datenbank entfernten Objektnummern ins Leere führen. Ein ggf. vorhandenes Icon  führt zu den Angaben des Kulturdenkmals bei Wikidata.

## Liste der Kulturdenkmale in Möckern
| Bild                                    | Bezeichnung | Lage | Datierung | Beschreibung | ID       |
| --------------------------------------- | --- | --- | --- | --- | -------- |
| Direkt Bild zu diesem Denkmal hochladen | Stellwerk | Am Viadukt (Karte) | 1905 (Stellwerk) | Abzweigstelle S am Wahrener Viadukt, gelber Klinkerbau, zu Bahnhof Wahren gehörig, eisenbahngeschichtlich von Bedeutung | 09297476 |
| Direkt Bild zu diesem Denkmal hochladen | Wohnblock in offener Bebauung | Annaberger Straße 1; 3; 5; 7; 9 (Karte) | bezeichnet 1933 (Wohnblock)                                                                                                   | Putzfassade, Haustüren mit geschliffenen Scheiben, Inschrifttafeln über den Haustüren, baugeschichtlich und ortsentwicklungsgeschichtlich von Bedeutung | 09297568 |
| Direkt Bild zu diesem Denkmal hochladen | Einzeldenkmale der Sachgesamtheit Garnisons-Lazarett (Obj. 09306500, Max-Liebermann-Straße 15): mehrere Gebäude (Adressen: Benedekring 6–51 und Max-Liebermann-Straße 15), Krankenhauspark und Einfriedung | Benedekring 6; 8; 10; 12; 14; 15; 16; 17; 18; 19; 20; 21; 22; 23; 24; 25; 26; 27; 28; 29; 30; 31; 32; 33; 34; 35; 36; 37; 38; 39; 40; 41; 43; 47; 49; 51 (Karte) | 1904–1909, Inbetriebnahme 1908 (Lazarett)                                                                                     | einzigartiger Komplex, Seltenheitswert als erhaltene Gesamtanlage, militärhistorisch und baugeschichtlich sowie stadtgeschichtlich von Bedeutung | 09294984 |
|                                         | Mietshaus in geschlossener Bebauung | Blücherstraße 1 (Karte) | 1915/1920 (Mietshaus) | mit Laden, Putzfassade, Schablonenmalerei im Treppenhaus, Stuck und Stuckreliefs im Eingangsbereich, im Reformstil, baugeschichtlich von Bedeutung | 09297504 |
|                                         | Mehrfamilienhäuser einer Wohnanlage, mit Vorgarten | Blücherstraße 2; 4 (Karte) | 1930–1931 (Doppelmietshaus)                                                                                                   | Putzfassade, siehe auch Faradaystraße 33–65, im Stil der Moderne, Architekt: Stadtbaurat Hubert Ritter, baugeschichtlich von Bedeutung | 09297441 |
|                                         | Mietshaus in geschlossener Bebauung | Blücherstraße 3 (Karte) | 1912–1913 (Mietshaus) | Putzfassade, Schablonenmalerei im Eingangsbereich, baugeschichtlicher Wert als Zeugnis der Phase der großstädtischen Ortsentwicklung Denkmaltext Seinerzeit Klüxstraße 14, erging im Sommer 1912 der Bauantrag für ein Wohngebäude, nachdem bereits 1909 die behördlich eingeforderte Hofgemeinschaft hergestellt worden war. Architekt Paul Friedrich, geprüfter Baumeister und Inhaber eines in Gohlis ansässigen Büros für Architektur und Bauleitung übernahm die Planungsleistungen für die Finanziers Richard Paul Zimmermann und den Maurermeister Richard Hermann Zimmermann. Richard Paul übernahm die Bauleitung, das Baugeschäft der Herren Paul Zimmermann und des Maurermeisters Reinhold Zimmermann die Ausführung. Im Februar 1913 war der Bau vollendet. Sanierung und Dachausbau erfolgten in den Jahren 1997 bis 1998 nach Entwürfen von Bauingenieur Hühn aus Marburg. Das Haus entstand auf Baugrund aus tragfähigem Lehmboden in Ziegelbauweise mit komplettem Fassadenverputz. Nutung, Gesimse, ein den Hauszugang aufnehmender breiter Mittelrisalit und Dekorplatten im Reformstil gliedern den Bau ebenso wie das aufwendigere Haustürportal und zwei Stockgesimse. Wesentlich zum Erscheinungsbild trugen die kleinteilig gesprossten Fenster bei, die gediegene Ausstattung ist weitgehend erhalten, so u. a. das bleiverglaste Oberlicht über der Haustür. Von Interesse ist der überkommene eiserne Ausleger für eine Gaslaterne rechts neben dem Zugang. Pro Etage waren zur Erbauungszeit zwei unterschiedlich große Wohnungen eingerichtet, mit innenliegendem Bad/WC und hofseitigem Austritt, im Keller eingebaut die vorgeschriebene Waschküche. Der stattliche Reformstilbau besitzt einen baugeschichtlichen Wert. LfD/2018, 2019 | 09292961 |
|                                         | Mietshaus in geschlossener Bebauung | Blücherstraße 5 (Karte) | 1905/1910 (Mietshaus) | Putzfassade, Haustür mit bleiverglastem Oberlicht, baugeschichtlich von Bedeutung | 09292960 |
|                                         | Mietshaus in geschlossener Bebauung | Blücherstraße 7 (Karte) | 1907 (Mietshaus) | Putzfassade, Stuckreliefs und Wandfliesen im Eingangsbereich, Bleiglasfenster, baugeschichtlich von Bedeutung | 09292962 |
|                                         | Doppelmietshaus (mit Dantestraße 18) in offener Bebauung, mit Vorgarten | Blücherstraße 8 (Karte) | um 1910 (Doppelmietshaus) | Putzfassade, Haustür mit geschliffenem Glas und Oberlicht mit Strukturglas, Reste bleiverglaster Treppenhausfenster, Reformstil-Architektur, baugeschichtlich von Bedeutung | 09297430 |
|                                         | Mietshaus in geschlossener Bebauung | Blücherstraße 9 (Karte) | bezeichnet 1909 (Mietshaus)                                                                                                   | Putzfassade, Wandmalerei im Eingangsbereich, Schablonenmalerei im Treppenhaus, baugeschichtlich von Bedeutung | 09292970 |
|                                         | Mietshaus in geschlossener Bebauung | Blücherstraße 11 (Karte) | um 1910 (Mietshaus) | zeittypische Putzfassade, baugeschichtlich von Bedeutung | 09292969 |
| Direkt Bild zu diesem Denkmal hochladen | Mietshaus in ehemals geschlossener Bebauung | Blücherstraße 13 (Karte) | um 1900 (Mietshaus) | Klinkerfassade, Stuck im Eingangsbereich, Reste von Schablonenmalerei und Bleiglasfenster im Treppenhaus, baugeschichtlich von Bedeutung | 09297519 |
|                                         | Mietshaus in geschlossener Bebauung | Blücherstraße 33 (Karte) | um 1900 (Mietshaus) | mit Tordurchfahrt, Putzfassade, bauhistorischer Wert | 09297526 |
|                                         | Mietshaus in geschlossener Bebauung | Blücherstraße 35 (Karte) | 1910–1911 (Mietshaus) | mit Tordurchfahrt, Putzfassade, baugeschichtlich und ortsentwicklungsgeschichtlich wichtiger Reformstilbau im geschlossenen Straßenzug Denkmaltext Bauunternehmer Richard Winkler ist der Geldgeber, Initiator und Ausführende für das 1910 bis 1911errichtete Wohngebäude und Otto Jänichen als bauleitender Architekt anzusprechen. In jeder der beiden Wohnungen pro Etage waren vorgesehen zwei Stuben, eine Kammer, Küche mit Austritt. Toiletten befanden sich im Treppenhaus und die Waschküche kam als hofseitiger Anbau zur Ausführung. Beinahe zeitgleich entstand im Hof ein Niederlagsgebäude mit Tischlerwerkstatt. Knapp zwei Wochen nach Schlussprüfung wurde eine neue Fassade für das Vordergebäude nachgereicht. Ende September 1912 übernahm Tischlermeister Hermann Bruno Börner das Grundstück und ließ 1913/1914 das Hintergebäude aufstocken zwecks Nutzung als Möbellager-Etage. Architekt und Baumeister F. Alfred Ehlers war hierbei federführend. Ab 1. Oktober 1916 mietete sich die Pianofabrik Peters & Co GmbH Leipzig im Hintergebäude ein und selbige stellte 1919 den Antrag für ein Bürogebäude, da ihr bisheriges Büro in der Grimmaischen Straße in Leipzig gekündigt worden war. 1921 übernahm Arno Knörnschild für Akalin Chemische Fabrik Akal das Gelände und vermietete an die Firma des Zahnbürsten-Fabrikanten Erhard Hupfer, der im Folgejahr die Einrichtung einer Rauchwaren-Zurichterei und Färberei beabsichtigte. Es folgten weitere Eigentümerwechsel und 1932 die Vergrößerung (oder Neubau?) eines Balkons in der ersten Etage nach Zeichnung von Architekt Eugen Göhler. Viergeschossig präsentiert sich das Wohnhaus mit der Gliederung durch ein genutetes Erdgeschoss, Putzlisenen in den oberen Etagen und einen im Leipziger Mietwohnungsbau der Zeit seltenen, bis zu den Fensterbänken des Parterres reichendem Sandsteinquadersockel. Das aktuelle Erscheinungsbild verweist mit den peinlichen Fenstern aus Kunststoff auf eine insgesamt lustlose Sanierung (um das Jahr 2000). Das Hofgebäude ist kein Denkmal. Als Zeugnis der Ortsentwicklung von baugeschichtlichem Wert. LfD/2014, 2015 | 09297527 |
|                                         | Mietshaus in geschlossener Bebauung | Blücherstraße 37 (Karte) | 1905/1910 (Mietshaus) | Putzfassade mit Putzgliederung, baugeschichtlich von Bedeutung | 09297528 |
| Weitere Bilder                          | Mietshausgruppe in offener Bebauung mit Vorgarten | Blücherstraße 38; 40; 42; 44 (Karte) | 1935–1937 (Mietshaus), 1937 (Vorgarten)                                                                                       | Putzfassade, baugeschichtlich von Bedeutung Denkmaltext Baumeister und Architekt, Paul Busse reichte Ende Januar 1936 Pläne für eine in offener Bauweise zu errichtende Mietshausgruppe ein, deren Fertigstellung gut fünfzehn Monate später zu vermelden war. Busse war auch (Mit)Inhaber der Baugesellschaft für Wohnungs- und Siedlungsbauten mbH, in deren Händen die Finanzierung des als steuerbefreiter Kleinwohnungsbau anerkannten Vorhabens lag. Ausführendes Unternehmen war das Baugeschäft Hermann Zeidler. Auf gewachsenem Lehm als Baugrund entstanden ein dreigeschossiger Wohnungsbau mit Unterkellerung und Garageneinbau im Haus Nummer 38. Die am Eckhaus Nummer 38 angelegte Stichstraße wurde später nicht weitergeführt. Drei weit vorstehende Standerker an der Front zur Blücherstraße und großzügigen Vorgartenflächen prägen. Verwendung fanden Patentwabensteine aus den Reudener Ziegelwerken, doppelschalige Wohnungstrennwände aus hochkant stehenden Lochziegeln, als Sockelverkleidung sowie Haustürrahmung dunkelrote Verblendklinkerplatten. Diese in Korrespondenz zu einem Zementmörtelkratzputz der Fassaden und dunkelroten Falzziegeln der Dachflächen. Medaillons an den Vorbauten zeigen Motive des Bauhandwerks. Von Interesse sind die eingeholte Stellungnahme des Beraters der Luftschutzbauberatungsstelle des Reichsluftschutzbundes, von Seltenheitswert die detaillierten Gestaltungspläne der Freiflächen um die Häuser. Verwendung fanden unter anderem Pappeln und rahmend (rötliche) Kunststeinsockel in den Vorgärten sowie hofseitig kleine Treppen neben gefassten Rasenflächen und Ligusterhecken, eine Kiesschüttung für den Trockenplatz. Von besonderem Interesse ist der in den Bauakten geheftete Gestaltungsplan der Freiflächen. Dachausbauten erfolgten im Rahmen von Sanierungen nach 1995. Das Gruppenhaus als Zeugnis des geförderten Wohnungsbaus der späten 1930er Jahre besitzt, einbeziehend die neu gedachte Bebauungsstruktur im Gegensatz zur geschlossenen Zeile der gegenüber liegenden Straßenseite, einen baugeschichtlichen Wert. LfD/2017, 2018 | 09297594 |
|                                         | Mietshaus in geschlossener Bebauung | Blücherstraße 41 (Karte) | 1905/1910 (Mietshaus) | Putzfassade, Bleiglasfenster im Treppenhaus, baugeschichtlich von Bedeutung | 09297529 |
|                                         | Mietshaus in geschlossener Bebauung | Blücherstraße 45 (Karte) | um 1900 (Mietshaus) | Putzfassade, Schablonenmalerei im Treppenhaus, Stuckkehle im Eingangsbereich, baugeschichtlich von Bedeutung | 09293231 |
|                                         | Mietshaus in geschlossener Bebauung | Blücherstraße 51 (Karte) | um 1915 (Mietshaus) | Putzfassade, baugeschichtlich von Bedeutung | 09297500 |
|                                         | Mietshaus in geschlossener Bebauung | Blücherstraße 53 (Karte) | um 1900 (Mietshaus) | Klinkerfassade, Terrazzo und Stuckkehle im Eingangsbereich, Schablonenmalerei im Eingangsbereich, baugeschichtlich von Bedeutung | 09297499 |
|                                         | Mietshaus in halboffener Bebauung | Blücherstraße 55 (Karte) | um 1915 (Mietshaus) | Putzfassade, Wohnungstüren mit Supraporten, geätzte Treppenhausfenster, baugeschichtlich von Bedeutung | 09297498 |
| Weitere Bilder                          | Mietshaus in halboffener Bebauung in Ecklage | Blücherstraße 57 (Karte) | um 1915 (Mietshaus) | Putzfassade, ehemals mit Eckladen, Stuck im Eingangsbereich, baugeschichtlich von Bedeutung | 09297497 |
| Direkt Bild zu diesem Denkmal hochladen | Mietshaus in halboffener Bebauung | Bucksdorffstraße 2 (Karte) | um 1918 (Mietshaus) | zeittypische Putzfassade, Reste von Bleiglasfenstern im Treppenhaus, ortsentwicklungsgeschichtlich von Bedeutung | 09297539 |
| Direkt Bild zu diesem Denkmal hochladen | Gebäude einer Landesanstalt für Landwirtschaft (Anschrift: Bucksdorffstraße 3, 5 und Gustav-Kühn-Straße 8), mit Pflasterung, Toreinfahrt und Einfriedung | Bucksdorffstraße 3; 5 (Karte) | 1857 (Institut) | ehemals Königlich-Sächsische Landesanstalt, später Uniklinik der Veterinärmedizischen Fakultät, baugeschichtlich und ortsgeschichtlich von Bedeutung | 09297550 |
| Direkt Bild zu diesem Denkmal hochladen | Wohnhaus in offener Bebauung, mit Vorgarten | Bucksdorffstraße 10 (Karte) | 1878–1879 (Wohnhaus) | in der alten Ortslage Möckern, einfache Putzfassade, Satteldach mit Zwerchhaus, ehemals mit sehr schönem Windfang, ortsentwicklungsgeschichtlich von Bedeutung | 09297537 |
|                                         | Wohnhaus eines Bauernhofes | Bucksdorffstraße 19 (Karte) | Mitte 19. Jh. (Bauernhaus) | in der alten Dorflage Möckern, Obergeschoss Fachwerk mit Lehmausfachung, Krüppelwalmdach, baugeschichtlich von Bedeutung | 09290665 |
| Weitere Bilder                          | Mehrfamilienhäuser einer Wohnanlage, mit Vorgarten und Toreinfahrt sowie Wäschetrockenplatzgestaltung | Bucksdorffstraße 24; 26; 26a (Karte) | 1938–1939 (Mehrfamilienwohnhaus)                                                                                              | siehe auch Knopstraße 27/29 und Slevogtstraße 16/18, Putzfassade mit Natursteingliederung und Kunststein-Haustürrahmungen, im traditionalistischen Stil, baugeschichtlich von Bedeutung | 09297760 |
|                                         | Wohnhaus in offener Bebauung | Bucksdorffstraße 28 (Karte) | Anfang 19. Jh. (Wohnhaus) | in der alten Ortslage Möckern, einfache vorgründerzeitliche Putzfassade mit Satteldach, ortsentwicklungsgeschichtlich von Bedeutung | 09293045 |
|                                         | Wohnhaus in offener Bebauung | Bucksdorffstraße 30 (Karte) | 1. Hälfte 19. Jh. (Wohnhaus)                                                                                                  | in der alten Ortslage Möckern, Putzfassade mit aufgemalter und aufgeputzter Gliederung, baugeschichtlich von Bedeutung | 09292139 |
|                                         | Wohnhaus in offener Bebauung | Bucksdorffstraße 34 (Karte) | um 1865 (Wohnhaus) | in der alten Ortslage Möckern, Putzfassade, Satteldach und Zwerchhaus, baugeschichtlich von Bedeutung | 09297553 |
|                                         | Herrenhaus (Villa), Toranlage und Gutspark eines Rittergutes | Bucksdorffstraße 43 (Karte) | 2. Hälfte 19. Jh. (Herrenhaus)                                                                                                | dazugehörig das ehemalige Verwalterhaus (siehe Friedrich-Bosse-Straße 19 und Einfriedung 19/21, Objekt 09297558), in der alten Ortslage Möckern, historistische Putzfassade, Kernbau im italianisierenden Stil, hoher wissenschaftlich-dokumentarischer und geschichtlicher Wert, Zeugnis der Ortsentwicklung Möckerns, Erinnerungswert | 09297554 |
|                                         | Mietshaus in geschlossener Bebauung | Christian-Ferkel-Straße 1 (Karte) | 1905–1906 (Mietshaus) | mit Hausdurchgang und wohl ehemals mit Laden, Klinkerfassade, baugeschichtlich bedeutsam, Zeugnis der Ortsentwicklung Denkmaltext Mit nur vier Geschossen aber zehn Fensterachsen präsentiert sich das nach Entwurf von Architekt Gustav Emil Reiche 1905/1906 erbaute Jugendstilmietshaus. Unternehmer waren Julius Franz Jahre aus Papitz und Friedrich Wilhelm Schröter aus Reglitz. Das Wohngebäude zeigt sich mit „Rohbaufacade, Ziegel- und Holzcementdach“. In allen Etagen waren drei Wohnungen vorgesehen, für das Erdgeschoss zusätzlich ein Hausdurchgang. Zeitgleich entstand ein heute nicht mehr vorhandenes Hofgebäude mit Waschküche und Niederlage auf dem knapp 490 Quadratmeter großen Grundstück. Gut sechs Wochen nach Fertigstellung wird als neuer Besitzer Friedrich Wilhelm Günther genannt. Felix Franke und der vorlagenberechtigte Architekt Fritz Riemann organisierten 1933/1934 den Einbau einer Dachwohnung, eine zweite kam 1945 zur Einrichtung. Um- und Ausbau, Sanierung, Fahrstuhleinbau sowie ein weiterer Dachgeschossausbau sind in den Jahren 2005–2006 aktenkundig. Ansprechend ist noch immer die rote Klinkerfassade mit den abgesetzten Gliederungselementen aus Kunststein, sind das verputzte Erdgeschoss und die zur Dekoration eingefügten Jugendstilelemente. Dem ausgewogen konzipierten historischen Erscheinungsbild konträr präsentiert sich das plump wirkende Dachhaus. Teile der Ausstattung sind wohl erhalten, im Durchgang Schablonenmalerei. Als Zeugnis der Ortserweiterung in der Zeit des Jugendstils besitzt das Haus im geschlossenen Ensemble einen baugeschichtlichen und ortsentwicklungsgeschichtlichen Wert. LfD/2015 | 09297523 |
|                                         | Mietshaus in geschlossener Bebauung | Christian-Ferkel-Straße 4 (Karte) | 1905–1906 (Mietshaus) | mit Tordurchfahrt, ehemals auch Waschhaus sowie Werkstattgebäude im Hof, zeittypische Klinkerfassade, Historismusbau im Ortserweiterungsgebiet, baugeschichtlich bedeutsam Denkmaltext Klempnermeister Otto Richard Wohlfahrt ließ Wohnhaus und ein freistehendes Hofgebäude im Jahresumbruch 1905/1906 errichten, nahm hierfür den Architekten Gustav Emil Reiche unter Vertrag. Die zehn Achsen breite Fassade des Mietshauses lässt erahnen, dass drei Wohnungen in jeder Etage unterkamen. Über die Durchfahrt war der rückwärtige Hauseingang zu erreichen. In den Jahren 1928/1929 übernahm Oswald Schütze im Auftrag von Meta und Paul Zimmermann den Einbau einer Dachwohnung. Paul Zimmermann war Inhaber der Möckernschen Holzpantoffel-Fabrik, zwischen September 1931 und März 1932 entstand ein neues, nun zweigeschossige Hofgebäude. Hierfür war Architekt und Baumeister Moritz Eulitz zuständig (der Abbruch erfolgte zwischen 2006 und 2009). Das Mietshaus prägt den Straßenraum mit einer durch Schmuckreliefplatten dekorierten Klinkerfassade. Rote und gelbe Blender wechseln, das Parterre ist verputzt, die Traufe geglättet. Über vier Achsen erstreckt sich ein schwach vortretender Mittelrisalit und Zementsteinformteile fanden über den Fenstern der oberen Etagen Verwendung, Teile der Ausstattung dürften erhalten sein. Baugeschichtlicher und ortsteilgeschichtlicher Wert. LfD/2016, 2017 | 09297524 |
|                                         | Mietshaus in geschlossener Bebauung | Christian-Ferkel-Straße 5 (Karte) | um 1900 (Mietshaus) | ehemals mit Eckladen, Klinkerfassade, Holzpaneele und Stuck im Eingangsbereich, Wohnungstüren mit Supraporten, baugeschichtlich von Bedeutung | 09297525 |
|                                         | Mietshaus in heute halboffener Bebauung, mit Vorgarten | Christoph-Probst-Straße 1 (Karte) | 1908–1916 (Mietshaus) | Putzfassade, Schablonenmalerei im Eingangsbereich und im Treppenhaus, baugeschichtlich von Bedeutung Denkmaltext Für ein erstes in der neu angelegten Straße zu errichtendes Mietshaus ging Ende Mai 1908 ein Bauantrag ein, gestellt von den Herren Karl Ludwig und Heinrich Blanke. Die von Bauinspektor Lubowski gefertigten Pläne erfuhren jedoch zunächst keine Umsetzung, erst 1915 unternahm Bernhard Mätzschker als Bauherr einen neuerlichen Versuch unter Einreichung der 1908 bereits genehmigten Pläne. Erst im Bauverlauf kamen Tekturen zur Vorlage für einige Grundrissänderungen sowie eine überarbeitete Fassadenansicht. Hierfür stand der bauleitende Architekt Moritz H. Eulitz aus Leipzig-Reudnitz, der im Februar 1916 auch die Schlussprüfung beantragte. Genau 100 Jahre nach Fertigstellung des Gebäudes erfolgten 2015–2016 Sanierung und Umbau, wofür Änderungen der Grundrisse, Einbau eines Aufzuges, Dachaus- und Balkonanbau stehen. Hinter der Putzfassade befanden sich bauzeitlich zwei Mieteinheiten im Parterre und jeweils ihrer drei in den oberen Etagen. Strukturiert ist die Ansicht des Hauses durch ein vierachsiges, schwach vor die Fassade gerücktes Mittelfeld mit Zwerchhaus und Dreieckgiebel, feinen Verputz, eine Rahmung des aus der Mitte verschobenen Hauseingangs sowie ein markant durch vielfach profiliertes kräftiges Gesims abgesetztes drittes Obergeschoss. Auf einen erkerähnlichen Vorbau über drei Stockwerke, eine umfassendere Stuckdekoration sowie die Verwendung von Sichtklinkermauerwerk des Erstentwurfes von 1908 wurde verzichtet. Zusätzlich erhält der stattliche Bau Aufmerksamkeit durch einen Vorgarten, die Mosaiksteinpflasterung des Zugangsweges ist erhalten, während die Einfriedung nach 1997 beseitigt wurde. Das Gebäude besitzt einen baugeschichtlichen Wert. LfD/2018, 2019 | 09297480 |
|                                         | Mietshaus in geschlossener Bebauung | Christoph-Probst-Straße 2 (Karte) | 1895/1900 (Mietshaus) | Klinkerfassade, Stuck im Eingangsbereich, Wohnungstüren mit Supraporten, bleiverglaste Treppenhausfenster, Schablonenmalerei im Treppenhaus, baugeschichtlich von Bedeutung | 09297482 |
|                                         | Mietshaus in geschlossener Bebauung und Vorgarten | Christoph-Probst-Straße 5 (Karte) | um 1910 (Mietshaus) | mit Tordurchfahrt, Putzfassade, Schablonenmalerei im Treppenhaus, baugeschichtlich von Bedeutung | 09297479 |
|                                         | Mietshaus in geschlossener Bebauung | Christoph-Probst-Straße 6 (Karte) | um 1915 (Mietshaus) | Putzfassade, bleiverglaste Treppenhausfenster, baugeschichtlich von Bedeutung | 09297481 |
|                                         | Mietshaus in geschlossener Bebauung mit Vorgarten | Christoph-Probst-Straße 7 (Karte) | um 1905 (Mietshaus) | Putzfassade, Windfangtür, Schablonenmalerei im Eingangsbereich, baugeschichtlich von Bedeutung | 09297478 |
| Weitere Bilder                          | Mietshaus in geschlossener Bebauung | Dantestraße 2 (Karte) | 1905 (Mietshaus) | Putz-Klinker-Fassade mit Fachwerkelementen, baugeschichtlich von Bedeutung | 09297437 |
|                                         | Mietshaus in geschlossener Bebauung | Dantestraße 4 (Karte) | 1905–1906 (Mietshaus) | Putzfassade, Stuck im Eingangsbereich, baugeschichtlich von Bedeutung | 09297436 |
|                                         | Mietshaus in geschlossener Bebauung | Dantestraße 8 (Karte) | 1906 (Mietshaus) | Klinkerfassade, Haustür mit geschliffenen Scheiben, Holzpaneele im Eingangsbereich, baugeschichtlich von Bedeutung | 09297435 |
|                                         | Mietshaus in geschlossener Bebauung | Dantestraße 10 (Karte) | um 1904 (Mietshaus) | mit Tordurchfahrt, Klinkerfassade mit Jugendstildekor, bauhistorischer Wert | 09297434 |
|                                         | Mietshaus in geschlossener Bebauung | Dantestraße 12 (Karte) | 1905–1906 (Mietshaus) | Klinkerfassade mit Jugendstildekor, baugeschichtlich von Bedeutung | 09297433 |
|                                         | Mietshaus in geschlossener Bebauung | Dantestraße 14 (Karte) | um 1904 (Mietshaus), 1909 (Mietshaus)                                                                                         | historisierende Klinkerfassade, Stuckkehle im Eingangsbereich, baugeschichtlich von Bedeutung | 09297432 |
|                                         | Doppelmietshaus (mit Blücherstraße 8) in offener Bebauung, mit Vorgarten | Dantestraße 18 (Karte) | 1905/1915 (Doppelmietshaus)                                                                                                   | | 09297431 |
|                                         | Mietshaus in halboffener Bebauung, mit Einfriedung und Vorgarten | Dantestraße 20 (Karte) | um 1905 (Mietshaus) | Putzfassade, ovale Fenster mit Bleiglasbildern, Wohnungstüren mit Supraporten, Haustür mit geschliffenen Scheiben, Reformstil-Architektur, baugeschichtlich von Bedeutung | 09297438 |
|                                         | Mietshaus einer Wohnanlage (bauliche Einheit mit Yorckstraße 23–29), mit Vorgarten | Dantestraße 26 (Karte) | 1936–1938 (Mietshaus) | Putzfassade, Terrazzo im Eingangsbereich, städtebaulich und architektonisch bedeutsamer Wohnungsbau der 1930er Jahre, wissenschaftlich-dokumentarischer Wert | 09297439 |
|                                         | Mietshaus in geschlossener Bebauung | Elli-Voigt-Straße 1 (Karte) | um 1900 (Mietshaus) | mit Laden, zeittypische Klinkerfassade, baugeschichtlich von Bedeutung | 09297591 |
|                                         | Mietshaus in geschlossener Bebauung | Elli-Voigt-Straße 3 (Karte) | um 1915 (Mietshaus) | Putzfassade, Haustür mit geschliffenen Scheiben, Schablonenmalerei im Eingangsbereich, baugeschichtlich von Bedeutung | 09297592 |
|                                         | Mietshaus in geschlossener Bebauung | Elli-Voigt-Straße 7 (Karte) | 1905/1915 (Mietshaus) | ehemals mit Eckladen, Putzfassade, Stuck im Eingangsbereich, Treppenhausfenster mit Resten von Ätzglas, baugeschichtlich von Bedeutung | 09293921 |
|                                         | Mietshaus in halboffener Bebauung | Erika-von-Brockdorff-Straße 2 (Karte) | um 1890 (Mietshaus) | ehemals mit Eckladen, Klinker-Putz-Fassade, städtebaulich wirkungsvoller Eckbau mit großartigem Treppenhaus, als Zeugnis der Ortserweiterung baugeschichtlich von Bedeutung | 09297424 |
|                                         | Mietshaus in halboffener Bebauung | Erika-von-Brockdorff-Straße 4 (Karte) | um 1900 (Mietshaus) | Klinkerfassade mit Kunststeingliederung, baugeschichtlich von Bedeutung | 09297522 |
|                                         | Mietshaus in geschlossener Bebauung | Erika-von-Brockdorff-Straße 6 (Karte) | um 1900 (Mietshaus) | historisierende Klinkerfassade, baugeschichtlich von Bedeutung | 09297521 |
|                                         | Mietshaus in geschlossener Bebauung in Ecklage | Erika-von-Brockdorff-Straße 8 (Karte) | um 1910 (Mietshaus) | Putzfassade, Wohnungstüren mit Supraporten und Gittern, Stuck im Eingangsbereich, baugeschichtlich von Bedeutung | 09297520 |
|                                         | Platzanlage | Faradaystraße (Karte) | um 1908 (Schmuckplatz) | gestaltete Grünfläche im Geviert Blücherstraße, Huygensstraße und Yorckstraße, längsrechteckige Anlage mit altem Baumbestand und Resten der Einfassung, Entwurf vermutlich von Gartendirektor Carl Hampel, ortsgeschichtlicher und stadtgrüngeschichtlicher Wert | 09297328 |
|                                         | Mietshaus in geschlossener Bebauung | Faradaystraße 1 (Karte) | um 1890 (Mietshaus) | mit Hausdurchgang, Putzfassade, Holzpaneele in der Tordurchfahrt, baugeschichtlich von Bedeutung | 09293371 |
|                                         | Mietshaus in geschlossener Bebauung | Faradaystraße 2 (Karte) | um 1890 (Mietshaus) | mit Tordurchfahrt, mit Laden, historisierende Putzfassade, baugeschichtlich von Bedeutung | 09293373 |
|                                         | Mietshaus in geschlossener Bebauung | Faradaystraße 6 (Karte) | um 1890 (Mietshaus) | mit Tordurchfahrt, Putzfassade mit Sandsteingliederung, baugeschichtlich von Bedeutung | 09293377 |
|                                         | Mietshaus in geschlossener Bebauung | Faradaystraße 7 (Karte) | 1896–1898 (Mietshaus) | mit Tordurchfahrt, mit Laden, historisierende Putzfassade, Wohn- und Gewerbegrundstück mit ortshistorischem Bezug, Bestandteil eines erhaltenen Mietshausquartiers, baugeschichtlicher Wert Denkmaltext Es wurden zunächst beantragt Wohngebäude und Seitengebäude im Hofraum, Bäckerei mit Waschhaus, Werkstelle und Stallgebäude nach Entwürfen von Architekt Albert Wolf für Herrn Otto(?) Theodor Reinhold Bernhardt. Noch im gleichen Jahr 1896 Änderungen an den Hofgebäuden, im Januar 1898 erfolgte die Schlussabnahme für das Dreispänner-Mietshaus, das Bäckerei- und Pferdestallgebäude mit Futterboden sowie ein Fotografisches Atelier. Das Gewerbe im Hof fand seinen sichtbaren Ausdruck durch eine breite Durchfahrt und einen Laden im Vorderhaus. Übergang des Grundstücks an Marie Natalie verehelichte Schiefler verw. gew. Thomas geb. Schererr, 1909 an Medizinalrat Dr. Arno Ullrich Thümmler, im April 1919 an Rossschlächter Arno Friedrich Hädrich. Im Jahr 1991 Planungen für Sanierung, Umbau sowie Ausbau des Dachgeschosses, dieser übrigens nicht besonders einfühlsam konzipiert. In geschlossener Bebauung liegend fügt sich die Putzfassade mit strengem historistischem, die Fenster rahmenden Dekor, in das Mietshausquartier des Ortserweiterungsgebietes ein. Geschichtliches Baudokument der Möckerner Ortsentwicklung kurz vor der Jahrhundertwende. LfD/2011 | 09294973 |
|                                         | Mietshaus in geschlossener Bebauung | Faradaystraße 8 (Karte) | 1880er Jahre (Mietshaus) | mit Tordurchfahrt, mit Laden, historisierende Putzfassade, teilweise geätzte Treppenhausfenster, baugeschichtlich von Bedeutung | 09293989 |
|                                         | Mietshaus in geschlossener Bebauung | Faradaystraße 9 (Karte) | um 1890 (Mietshaus) | mit Tordurchfahrt, Putzfassade mit Sandsteingliederung, ehemals Holzpaneele in der Tordurchfahrt, bauhistorischer Wert | 09294976 |
|                                         | Mietshaus in geschlossener Bebauung, mit Inschrifttafel | Faradaystraße 10 (Karte) | um 1890 (Mietshaus) | Inschrifttafel zur Erinnerung an den Kapp-Putsch 1920 in Möckern, Tafel aus Kupfer, Wohnhaus Klinkerfassade mit Sandsteingliederung, baugeschichtlich von Bedeutung | 09294977 |
| Direkt Bild zu diesem Denkmal hochladen | Mietshaus in geschlossener Bebauung | Faradaystraße 11 (Karte) | 1897–1899 (Mietshaus) | mit Hausdurchgang und mit Laden, Putzfassade mit Sandsteingliederung, historistischer Wohnungsbau im geschlossenen Straßenzug mit bauhistorischer Bedeutung Denkmaltext Zunächst initiierte der Gärtnereibesitzer und Gemeindeälteste F. Wilhelm Wiske die Errichtung eines Wohnhauses (Juli 1897), später übernahm der Bauunternehmer Theodor Bernhardt die Funktion des Bauherren. Dieser reichte zum Jahresende 1897 Pläne für ein zweigeschossiges Hintergebäude ein, die Architekt M. E. Reichardt gezeichnet hatte. Am 17. März 1899 besichtigte die Baubehörde Wohnhaus und die (nun) Klempnerwerkstatt abschließend, wobei als Grundstücksbesitzer der Klempnermeister Karl Heinrich Kind anzusprechen ist. In den Folgejahren Umbauten in den oberen Etagen (statt zwei Wohnungen deren drei) sowie mehrfach an der Hofbebauung, 1953 Erstellung einer neuen Waschküche. Sämtliche Hofgebäude kamen 2002 zum Abbruch, im Zusammenhang mit der zeitgleichen Sanierung des Vorderhauses durch die Uni Finanz GmbH aus Bocholt. Streng reihen sich die Fenster in fünf übereinander liegenden Geschossen, steuern Horizontalgesimse und ausgreifende Verdachungen gegen die Vertikaltendenz, fassen die jeweils beiden äußeren Achsen die Fassade des komplett verputzten Hauses, dessen oberer Abschluss im Traufbereich aus Zahnschnittband und Stuckkonsolen besteht. Im Erdgeschoss neben Durchgang und Wohnung auch eine Ladenwohnung mit heute noch original erhaltenen Ladenpfosten. Die Ausstattung im Haus ist in Teilen erhalten, während die vermutlich sehr günstig erworbenen Kunststofffenster selbst dem Erscheinungsbild schaden. Das Mietshaus in geschlossenem Quartier und Straßenzug mit baugeschichtlichem Wert, Zeugnis der rasanten Ortsentwicklung in Möckern gegen Ende des 19. Jahrhunderts. LfD/2015 | 09294978 |
|                                         | Mietshaus in geschlossener Bebauung | Faradaystraße 12 (Karte) | 1896–1898 (Mietshaus) | ehemals mit Laden, Putzfassade, als Zeugnis der historistischen Ortsteilentwicklung von baugeschichtlichem Wert Denkmaltext Im Dezember 1896 stellte der Tischlermeister Emil Kothe aus Leipzig-Gohlis einen Bauantrag zur Errichtung eines Wohnhauses in der damaligen Carola-Straße. Für den entsprechenden Entwurf zeichnete der Architekt Albin Neumann verantwortlich. Im März des darauf folgenden Jahres genehmigte die Amtshauptmannschaft das Vorhaben, doch wechselte das Grundstück bald darauf den Besitzer. Der Maurermeister August Kluge (Leipzig-Eutritzsch) führte nun – unter Veränderung der Fassadengestaltung – das Gebäude aus, das im Februar 1898 fertiggestellt war. Neben Wohnungen wurden im Haus Verkaufsräume einer Fleischerei eingerichtet, für die 1910 Nebenräume im Erdgeschoss umgebaut wurden. Über einem Klingersockel ist die Straßenseite des fünfgeschossigen Gebäudes als Putzfassade ausgeführt. Prägend für das Äußere sind weniger die flachen Seitenrisalite als die profilierten Gesimse über den Erd- und dem 3. Obergeschoss sowie die differenziert gestalteten Fensterverdachungen. Im Inneren des Hauses sind Teile der originalen Ausstattung erhalten geblieben. Die bauhistorische Bedeutung des Hauses resultiert aus der Überlieferung eines für die Ortserweiterung von Möckern typischen Mietshauses aus der Zeit um 1900. LfD/2011 | 09293993 |
|                                         | Mietshaus in geschlossener Bebauung | Faradaystraße 14 (Karte) | um 1900 (Mietshaus) | mit Tordurchfahrt, mit Laden, zeittypische Klinkerfassade, baugeschichtlich von Bedeutung | 09292952 |
|                                         | Mietshaus in geschlossener Bebauung | Faradaystraße 15 (Karte) | um 1905 (Mietshaus) | Klinkerfassade, Wandmalerei und Stuck im Eingangsbereich, Reste geätzter Treppenhausfenster, baugeschichtlich von Bedeutung | 09292954 |
|                                         | Mietshaus in geschlossener Bebauung | Faradaystraße 16 (Karte) | um 1900 (Mietshaus) | mit Tordurchfahrt, ehemals mit Laden, Klinkerfassade, geätzte Treppenhausfenster, bauhistorische Bedeutung | 09292951 |
|                                         | Mietshaus in geschlossener Bebauung | Faradaystraße 17 (Karte) | um 1908 (Mietshaus) | mit Tordurchfahrt, Putzfassade, baugeschichtlich von Bedeutung | 09292955 |
|                                         | Mietshaus in geschlossener Bebauung | Faradaystraße 18 (Karte) | um 1900 (Mietshaus) | mit Tordurchfahrt, Klinkerfassade, geätzte Treppenhausfenster, Hausdurchgang mit Stuckrahmen und Deckenmalerei, von bauhistorischer Bedeutung | 09292959 |
|                                         | Mietshaus in geschlossener Bebauung | Faradaystraße 19 (Karte) | um 1905 (Mietshaus) | mit Hausdurchgang, Klinkerfassade, baugeschichtlich bedeutsam | 09297447 |
|                                         | Mietshaus in geschlossener Bebauung | Faradaystraße 20 (Karte) | um 1900 (Mietshaus) | mit Tordurchfahrt, historisierende Klinkerfassade, baugeschichtlich von Bedeutung | 09292958 |
|                                         | Mietshaus in geschlossener Bebauung | Faradaystraße 21 (Karte) | um 1905 (Mietshaus) | mit Tordurchfahrt, ehemals mit Laden, Putzfassade, bleiverglaste Treppenhausfenster, baugeschichtlich von Bedeutung | 09292943 |
|                                         | Mietshaus in geschlossener Bebauung | Faradaystraße 22 (Karte) | um 1900 (Mietshaus) | mit Hausdurchgang, ehemals mit Laden, historisierende Klinkerfassade, baugeschichtlich von Bedeutung | 09292957 |
|                                         | Mietshaus in geschlossener Bebauung | Faradaystraße 23 (Karte) | um 1905 (Mietshaus) | Putzfassade, Stuck im Eingangsbereich, baugeschichtlich von Bedeutung | 09292944 |
|                                         | Mietshaus in geschlossener Bebauung | Faradaystraße 24 (Karte) | um 1900 (Mietshaus) | Klinkerfassade, Stuckgliederung im Eingangsbereich, geätzte Treppenhausfenster, baugeschichtlich von Bedeutung | 09292956 |
|                                         | Mietshaus in geschlossener Bebauung | Faradaystraße 25 (Karte) | um 1905 (Mietshaus) | mit Hausdurchgang, Klinkerfassade, baugeschichtlich von Bedeutung | 09297444 |
|                                         | Mietshaus in geschlossener Bebauung | Faradaystraße 26 (Karte) | um 1902 (Mietshaus) | zeittypische Putzfassade, baugeschichtlich von Bedeutung | 09292965 |
|                                         | Mietshaus in geschlossener Bebauung | Faradaystraße 27 (Karte) | 1906 (Mietshaus) | mit Laden, Putzfassade, Stuck im Eingangsbereich, baugeschichtlich von Bedeutung | 09292949 |
|                                         | Mietshaus in geschlossener Bebauung | Faradaystraße 28 (Karte) | um 1902 (Mietshaus) | Klinkerfassade, geätzte Treppenhausfenster, Deckenstuck im Eingangsbereich, baugeschichtlich von Bedeutung | 09292964 |
|                                         | Mietshaus in geschlossener Bebauung | Faradaystraße 29 (Karte) | um 1900 (Mietshaus) | Putzfassade, Stuck im Eingangsbereich, bleiverglaste Treppenhausfenster, baugeschichtlich von Bedeutung | 09297442 |
|                                         | Mietshaus in geschlossener Bebauung und in Ecklage | Faradaystraße 30 (Karte) | 1909–1910 (Mietshaus) | viergeschossiges Gebäude, mit Gaststätte, zeittypische Putzfassade, städtebaulich exponierter Eckbau, Bedeutung für die Ortsteilentwicklungsgeschichte Denkmaltext Auf dem etwa 350 m² großen Eckgrundstück am Schmuckplatz der heutigen Blücherstraße reichten die Herren Maurermeister Friedrich Spahlholz und Dampfsägewerksbesitzer August Wehse in den Jahren 1902, 1906 und 1909 Bauanträge für die Errichtung eines Wohnhauses ein, entworfen von Architekt Jänichen. Zur Umsetzung des Vorhabens kam es jedoch erst 1910 unter einem neuen Grundstückseigentümer, dem Gastwirt Eduard Müller. Dieser ließ die Pläne von dem Gohliser Architekten W. Becker überarbeiten, da der bisherige Entwurf ‚nicht seinem Geschmack’ entsprach. Ausführung nebst Bauleitung übernahm der Möckerner Karl Steglich. Im Erdgeschoss wurde „Müllers Restaurant Zur Börse“ eingerichtet. Bereits im Dezember des gleichen Jahres übernahm Brauereidirektor Arthur Walter Rohland das Grundstück. Das Gesuch hinsichtlich der Einrichtung einer Hausmeisterwohnung im Dachgeschoss 1911 erfuhr eine baupolizeiliche Ablehnung. Insbesondere die verbrochene Ecke mit Austritten und Dachhaus sowie die noch originalen Rundbogenfenster der Gaststätte im Erdgeschoss charakterisieren den Putzbau, der die Fesseln der Gründerzeit und des Jugendstils abstreifen möchte. Für die betonte Ecklösung kam ein (eigenhändiger?) Vorschlag von Otto Wilhelm Scharenberg, der zwei hoch aufragende Spitztürme und massive Fachwerkbalkons zeichnete, nicht zur Umsetzung. Einfache aber komplette originale Ausstattung im Haus u. a. Schablonenmalerei im Treppenhaus, Deckenstuck in den Wohnungen, das Haustüroberlicht mit farbiger Bleiverglasung und eine historische Ladenfront. LfD/2010 | 09303109 |
| Weitere Bilder                          | Mehrfamilienhäuser einer Wohnanlage, mit Vorgärten, Wegepflasterung im Hof und Hofgestaltung | Faradaystraße 33; 35; 37; 39; 41; 43; 45; 47; 49; 51; 53; 55; 57; 59; 61; 63; 65 (Karte)                                                                         | 1930–1931, Mietshauszeile (Mietshaus)                                                                                         | Putzfassade, bleiverglaste Treppenhausfenster, siehe auch Yorckstraße 11–15 und Rousseaustraße 1/3, im Stil der Moderne, Architekt: Stadtbaurat Hubert Ritter, baugeschichtlich von Bedeutung | 09292937 |
| Direkt Bild zu diesem Denkmal hochladen | Einzeldenkmale der Sachgesamtheit Kaserne Proviantamt und Garnisonverwaltung (Obj. 09306501): mehrere Gebäuden (darunter Heeres-Bäckerei mit Siloanlagen) sowie zwei Toreinfahrten und Einfriedung | Fehmarner Straße 2; 10; 11; 12; 13; 14; 15; 16; 17; 19 (Karte)                                                                                                   | 1895–1901 (Kaserne), 1939 (Silo)                                                                                              | historische Gebäude II/01, II/02, II/03, II/04, II/05 mit Übergang zu 06, II/06 mit Übergang zu 07, II/07, II/08, II/12 sowie die straßenseitig gelegenen zwei Gebäude des ehemaligen Zollschutzamtes (Olbrichtstraße 5 und 5a) und ehemaliges Garnisonverwaltungsgebäude (Olbrichtstraße 7), militärhistorisch, baugeschichtlich und ortsgeschichtlich von Bedeutung | 09261912 |
| Direkt Bild zu diesem Denkmal hochladen | Mietshaus in geschlossener Bebauung (unter zwei Hausnummern, Anschrift: Friedrich-Bosse-Straße 6 und Georg-Schumann-Straße 267) | Friedrich-Bosse-Straße 6 (Karte) | um 1900 (Mietshaus) | mit Laden, Putzfassade, Wohnungstüren mit Supraporten, Schablonenmalerei im Treppenhaus, baugeschichtlich von Bedeutung | 09297584 |
|                                         | Mietshaus in geschlossener Bebauung | Friedrich-Bosse-Straße 12 (Karte) | 1910/1915 (Mietshaus) | Klinker-Putz-Fassade, baugeschichtlich von Bedeutung | 09297755 |
|                                         | Mietshaus in geschlossener Bebauung | Friedrich-Bosse-Straße 14 (Karte) | 1905/1910 (Mietshaus) | Putzfassade, baugeschichtlich von Bedeutung | 09297557 |
|                                         | Mietshaus in geschlossener Bebauung | Friedrich-Bosse-Straße 16 (Karte) | 1905/1910 (Mietshaus) | Putzfassade, Flurlampe, baugeschichtlich von Bedeutung | 09297559 |
|                                         | Mietshaus in geschlossener Bebauung | Friedrich-Bosse-Straße 18 (Karte) | um 1915 (Mietshaus) | Putzfassade, baugeschichtlich von Bedeutung | 09297560 |
|                                         | Ehemaliges Verwalterhaus eines Rittergutes, mit Einfriedung | Friedrich-Bosse-Straße 19 (Karte) | um 1910 (Gutsverwalterhaus)                                                                                                   | ehemals Bestandteil des Rittergutes Möckern (siehe Bucksdorffstraße 43, Objekt 09297554), heute Kindertagesstätte, zeittypischer Putzbau, ortsgeschichtliche Bedeutung | 09297558 |
|                                         | Mietshaus in geschlossener Bebauung | Friedrich-Bosse-Straße 20 (Karte) | um 1915 (Mietshaus) | mit Eckladen, Putzfassade mit Balkons, Schablonenmalerei im Eingangsbereich und im Treppenhaus, Flurlampe, baugeschichtlich von Bedeutung | 09297561 |
|                                         | Mietshaus in geschlossener Bebauung | Friedrich-Bosse-Straße 22 (Karte) | um 1905 (Mietshaus) | Klinkerfassade, Jugendstil-Bleiglasfenster, Haustür mit geschliffenen Scheiben, baugeschichtlich von Bedeutung | 09290667 |
|                                         | Mietshaus in geschlossener Bebauung | Friedrich-Bosse-Straße 24 (Karte) | um 1905 (Mietshaus) | Klinker-Putz-Fassade, Reste bleiverglaster Treppenhausfenster, steinernes Treppenhaus, Haustür mit geschliffenen Scheiben, baugeschichtlich von Bedeutung | 09290668 |
|                                         | Mietshaus in geschlossener Bebauung | Friedrich-Bosse-Straße 26 (Karte) | um 1908 (Mietshaus) | Putz-Klinker-Fassade, Schablonenmalerei im Treppenhaus, Bleiglasfenster im Treppenhaus, Haustür mit geschliffenen Scheiben, Stuck, Schablonenmalerei und Wandbilder im Eingangsbereich, baugeschichtlich von Bedeutung | 09297563 |
|                                         | Mietshaus in geschlossener Bebauung | Friedrich-Bosse-Straße 28 (Karte) | um 1908 (Mietshaus) | Putz-Klinker-Fassade, Stuck und Wandbilder im Eingangsbereich, Bleiglasfenster und Schablonenmalerei im Treppenhaus, baugeschichtlich von Bedeutung | 09297564 |
|                                         | Mietshaus in halboffener Bebauung und Vorgarten | Friedrich-Bosse-Straße 31 (Karte) | 1897–1898 (Mietshaus) | ehemals mit Eckladen, Putzfassade, reiche Jugendstilausmalung im Treppenhaus, städtebaulich wichtiger Eckbau der gründerzeitlichen Ortserweiterung mit baugeschichtlichem Wert Denkmaltext Julius Sattler und die Dampfglaserei-Firma Hermann Zeißler beantragten 1897, der Bauunternehmer Ernst Gustav Schlechte im Jahr 1898 den großzügigen Eckbau zur Toskastraße, für den der Baumeister Hermann Wenzel aus Gohlis die Entwürfe lieferte. Im Dezember 1898 erfolgte die Fertigstellung, 1960 unterhielt der HO Lebensmittel Kreisbetrieb Leipzig-Ost an der Ecke einen Selbstbedienungsladen. Hinter einer gründerzeitlichen Putzfassade mit Kunststeingliederung befindet sich eine original erhaltene Mietshausausstattung mit außerordentlich reicher Jugendstilausmalung im Treppenhaus. LfD/2007 | 09300804 |
|                                         | Mietshaus in halboffener Bebauung, mit Vorgarten | Friedrich-Bosse-Straße 32 (Karte) | um 1890 (Mietshaus) | Putzfassade, geätzte Treppenhausfenster, Schablonenmalerei im Treppenhaus, baugeschichtlich von Bedeutung | 09297472 |
|                                         | Mietshaus in geschlossener Bebauung mit Vorgarten | Friedrich-Bosse-Straße 33 (Karte) | um 1895 (Mietshaus) | Klinkerfassade, Malerei in Feldern über den Fenstern, baugeschichtlich von Bedeutung | 09297469 |
|                                         | Mietshaus in geschlossener Bebauung mit Vorgarten | Friedrich-Bosse-Straße 35 (Karte) | um 1895 (Mietshaus) | Putzfassade mit reicher Stuckgliederung, baugeschichtlich von Bedeutung | 09297467 |
|                                         | Mietshaus in halboffener Bebauung mit Vorgarten | Friedrich-Bosse-Straße 36 (Karte) | um 1900 (Mietshaus) | Putzfassade, Traufe mit Malerei und Stuck, baugeschichtlich von Bedeutung | 09297471 |
|                                         | Mietshaus in geschlossener Bebauung und Vorgarten | Friedrich-Bosse-Straße 37 (Karte) | um 1895 (Mietshaus) | mit Tordurchfahrt, Klinkerfassade, preußische Kappen in der Tordurchfahrt, baugeschichtlich von Bedeutung | 09297466 |
|                                         | Mietshaus in geschlossener Bebauung mit Vorgarten | Friedrich-Bosse-Straße 38 (Karte) | um 1895 (Mietshaus) | Klinkerfassade, Terrazzo und Stuck im Eingangsbereich, baugeschichtlich von Bedeutung | 09297470 |
|                                         | Mietshaus in halboffener Bebauung, mit Vorgarten und Pflasterung der Hofzufahrt | Friedrich-Bosse-Straße 40 (Karte) | um 1895 (Mietshaus) | Klinkerfassade, baugeschichtlich von Bedeutung | 09297468 |
|                                         | Mietshaus in geschlossener Bebauung | Friedrich-Bosse-Straße 41 (Karte) | um 1895 (Mietshaus) | mit Tordurchfahrt, historisierende Putzfassade, baugeschichtlich von Bedeutung | 09297465 |
|                                         | Mietshaus in geschlossener Bebauung und Vorgarten | Friedrich-Bosse-Straße 43 (Karte) | um 1895 (Mietshaus) | mit Tordurchfahrt, historisierende Putzfassade, preußische Kappen in der Tordurchfahrt, baugeschichtlich von Bedeutung | 09297464 |
|                                         | Mietshaus in geschlossener Bebauung | Friedrich-Bosse-Straße 47 (Karte) | um 1895 (Mietshaus) | mit Tordurchfahrt, historisierende Klinker-Putz-Fassade, ehemals mit originalen Werbeschriften, preußische Kappen in der Tordurchfahrt, baugeschichtlich von Bedeutung | 09297463 |
|                                         | Mietshaus in geschlossener Bebauung und Vorgarten | Friedrich-Bosse-Straße 49 (Karte) | um 1890 (Mietshaus) | mit Tordurchfahrt, historisierende Klinker-Putz-Fassade, baugeschichtlich von Bedeutung | 09297462 |
|                                         | Mietshaus in halboffener Bebauung in Ecklage | Friedrich-Bosse-Straße 53 (Karte) | um 1895 (Mietshaus) | Putzfassade, Schablonenmalerei und Stuckkehle im Eingangsbereich, baugeschichtlich von Bedeutung | 09294688 |
|                                         | Mietshaus in geschlossener Bebauung | Friedrich-Bosse-Straße 55 (Karte) | um 1900 (Mietshaus) | mit Tordurchfahrt, ehemals mit Laden, Klinkerfassade, baugeschichtlich von Bedeutung | 09297459 |
|                                         | Mietshaus in offener Bebauung, mit Vorgarten | Friedrich-Bosse-Straße 56 (Karte) | um 1875 (Mietshaus) | Putzfassade, ortsentwicklungsgeschichtlich von Bedeutung | 09297455 |
|                                         | Mietshaus in geschlossener Bebauung | Friedrich-Bosse-Straße 57 (Karte) | um 1902 (Mietshaus) | mit Tordurchfahrt, historisierende Klinkerfassade, baugeschichtlich von Bedeutung | 09297458 |
|                                         | Mietshaus in geschlossener Bebauung | Friedrich-Bosse-Straße 59 (Karte) | um 1895 (Mietshaus) | mit Hausdurchgang, Klinkerfassade, bauhistorischer Wert | 09297457 |
|                                         | Mietshaus in offener Bebauung in Ecklage und Vorgarten | Friedrich-Bosse-Straße 60 (Karte) | um 1900 (Mietshaus) | mit Eckladen, Klinkerfassade, baugeschichtlich von Bedeutung | 09297453 |
|                                         | Mietshaus in geschlossener Bebauung | Friedrich-Bosse-Straße 61 (Karte) | um 1900 (Mietshaus) | mit Tordurchfahrt, historisierende Putzfassade, baugeschichtlich von Bedeutung | 09297456 |
|                                         | Doppelmietshaus in offener Bebauung, mit Vorgarten | Friedrich-Bosse-Straße 62; 64 (Karte) | um 1900 (Doppelmietshaus) | Putzfassade, Wohnungstüren mit Supraporten, baugeschichtlich von Bedeutung | 09297448 |
|                                         | Mietshaus in geschlossener Bebauung | Friedrich-Bosse-Straße 63 (Karte) | um 1895 (Mietshaus) | mit Tordurchfahrt, zeittypische Klinker-Putz-Fassade, preußische Kappen in der Tordurchfahrt, bauhistorischer Wert | 09297761 |
|                                         | Mietshaus in geschlossener Bebauung | Friedrich-Bosse-Straße 65 (Karte) | 1899–1900 (Mietshaus) | mit Tordurchfahrt und zeittypischer Putzfassade, von baugeschichtlichem Wert ist die erhaltene Ausstattung des Mietshauses neben der städtebaulichen Einordnung des Hauses im geschlossenen Straßenzug zwischen Wohnbebauung und Industriegelände Denkmaltext Der Bauantrag für ein Wohngebäude mit Falzziegeldach erging am 17. Juli 1899 durch Zimmerpolier Karl August Danick, der selbst auch Ausführung und Bauleitung übernahm. Bei der Schlussprüfung im Februar des Folgejahres wurde festgestellt, dass in den Obergeschossen statt der genehmigten zwei Wohnungen jeweils deren drei eingebaut worden waren. Kunststeinformteile gliedern die weithin geglättete Putzfassade des Hauses (Stuckteile nur noch in Fensterüberfängen der zweiten Etage erhalten), das unmittelbar an den Industriekomplex der späteren Leipziger Färberei und Chemischen Reinigung stößt. Neben der Durchfahrt war ein Laden eingerichtet. Im Jahr 1902 ließen Töpfermeister Karl Robert Klepel und Tischlermeister Friedrich August Christian Arend ein Werkstattgebäude im Hof errichten. Von Wert ist neben der städtebaulichen Einordnung des Hauses in den geschlossenen Straßenzug zwischen Wohnbebauung und Industriegelände die erhaltene Ausstattung des Mietshauses. LfD/2014 | 09299591 |
|                                         | Mietshaus in halboffener Bebauung | Friedrich-Bosse-Straße 73 (Karte) | bezeichnet 1893 (Mietshaus)                                                                                                   | mit Tordurchfahrt, mit Laden, historistische Putzfassade, reicher Stuckdekor, preußische Kappen in der Tordurchfahrt, Schablonenmalerei im Treppenhaus, baugeschichtlich von Bedeutung | 09297452 |
|                                         | Mietshaus in geschlossener Bebauung | Friedrich-Bosse-Straße 75 (Karte) | um 1890 (Mietshaus) | mit Tordurchfahrt, mit Laden, historistische Putzfassade, Schablonenmalerei in der Tordurchfahrt, baugeschichtlich von Bedeutung | 09297451 |
|                                         | Mietshaus in geschlossener Bebauung | Friedrich-Bosse-Straße 77 (Karte) | um 1890 (Mietshaus) | mit Tordurchfahrt, wohl ehemals mit Laden, historistische Putzfassade, bauhistorischer Wert | 09297450 |
|                                         | Mietshaus in halboffener Bebauung | Friedrich-Bosse-Straße 79 (Karte) | um 1895 (Mietshaus) | mit Tordurchfahrt, wohl ehemals mit Laden, am Wahrener Viadukt gelegen, historistische Putzfassade, preußische Kappen in der Tordurchfahrt, baugeschichtlich von Bedeutung | 09297449 |
| Weitere Bilder                          | Apelstein Nr. 17 (N) | Georg-Schumann-Straße (Karte) | bezeichnet 1863, errichtet 1862 (Gedenkstein)                                                                                 | Gedenkstein zur Erinnerung an die Kämpfe der Völkerschlacht bei Leipzig 1813, General Lagrange gegen die preußischen Truppen unter General von Yorck, geschichtlich von Bedeutung | 09294136 |
| Weitere Bilder                          | Denkmal | Georg-Schumann-Straße (Karte) | 1850 (Denkmal) | vor der Auferstehungskirche Möckern, zur Erinnerung an den Sieg des schlesischen Heeres unter Blücher und Yorck in der Völkerschlacht bei Leipzig am 16. Oktober 1813, zweiter vom »Verein zur Feier des 19. Oktober« eingeweihter Gedenkstein, 1903 an den heutigen Standort versetzt, geschichtlich von Bedeutung | 09264522 |
| Weitere Bilder                          | Apelstein Nr. 25 (N) | Georg-Schumann-Straße (Karte) | bezeichnet 1863, errichtet 1860 (Gedenkstein)                                                                                 | Gedenkstein zur Erinnerung an die Kämpfe der Völkerschlacht bei Leipzig 1813, Marschall Marmont mit 18.000 Mann gegen Yorck, geschichtlich von Bedeutung | 09297381 |
| Direkt Bild zu diesem Denkmal hochladen | Denkmal für die Gefallenen des 1. Weltkrieges | Georg-Schumann-Straße 144a (Karte) | 1921 (Gefallenendenkmal) | zur Erinnerung an die Gefallenen der Kleingartenanlage Schreber-Hauschild in Gohlis, geschichtlich von Bedeutung, mit Zyklopenmauer und Inschrifttafel (Kleingartenverein gegr. 1884) | 09292223 |
| Weitere Bilder                          | Sachgesamtheit König-Georg-Kaserne, mit folgenden Einzeldenkmalen: ehemalige Kasernengebäude, Einfriedung und Wasserturm (Pulverturm genannt) (Obj. 09294131, Georg-Schumann-Straße 146–150) sowie Kastanienallee und Kasernengelände als Sachgesamtheitsteil | Georg-Schumann-Straße 146; 148; 150 (Karte) | 1875–1877 (Kaserne), 1898 (Kaserne), um 1910 (Kaserne)                                                                        | ehemalige Infanteriekaserne des 7. Infanterie-Regiments Nummer 106, militärhistorische Bedeutung | 09304497 |
| Weitere Bilder                          | Einzeldenkmale der Sachgesamtheit König-Georg-Kaserne (Obj. 09304497, Georg-Schumann-Straße 146–150): Ehemalige Kasernengebäude, Einfriedung und Wasserturm (Pulverturm genannt) | Georg-Schumann-Straße 146; 148; 150 (Karte) | 1875–1877 (Kaserne), 1898 (Kaserne), um 1910 (Kaserne), 1898 (Wasserturm)                                                     | ehemalige Infanteriekaserne des 7. Infanterie-Regiments Nummer 106, militärhistorische Bedeutung. Denkmaltext: Wasserturm der ehemaligen König-Georg-Kaserne; das heute landläufig als Pulverturm bezeichnete Gebäude wurde 1898 als Wasserturm erbaut, um die Wasserversorgung in der Kaserne des 7. Infanterie-Regiments Nummer 106 in Leipzig-Möckern zu gewährleisten. Es handelt sich jedoch nur um Reste, genauer gesagt um die beiden Sockelgeschosse des ehemals um die 50 m hohen Wasserturmes. Nach dem Ausbau der Wasserversorgung im Norden von Leipzig und die Erweiterung der so genannten Hohen Zone Nord in Möckern um zwei nur 600 m entfernte Wassertürme an der Olbrichtstraße wurde der Wasserturm auf dem Kasernengelände stillgelegt. In den 1920er Jahren erfolgten der Rückbau und die Überführung in sein heutiges Aussehen. Der ursprünglich bossenartig differenzierte Putz der Sockelgeschosse wurde entfernt und zu einem Kratzputz verändert. Bei der letzten Sanierung im Jahr 2000 wurde die Farbigkeit der 1920er Jahre wieder aufgegriffen. Der Turm präsentiert sich in Ziegelrot, die schmalen Rundbogenfenster, welche Erd- und Obergeschoss rundum belichten und ebenso die aus dem darüber liegenden Halbgeschoss plastisch hervorragenden Halbkugeln sind in gebrochenem Weiß abgesetzt. Das Kegeldach ist in altdeutscher Schieferdeckung gedeckt. Im Inneren des Turmes sind Teile der Treppe, des Treppengeländers und der Handläufe aus der Erbauungszeit erhalten. Als Zeugnis der Anfänge der kontrollierten Wasserversorgung über Wassertürme in Leipzig und als Teil der ehemaligen König-Georg-Kaserne besitzt das Gebäude sowohl stadt- als auch militärhistorische Bedeutung. LfD/2017 | 09294131 |
|                                         | Mietshaus in geschlossener Bebauung | Georg-Schumann-Straße 156 (Karte) | 1905/1915 (Mietshaus) | mit Läden, Putzfassade mit Erkern und Balkons, Reformstil-Architektur, baugeschichtlich von Bedeutung | 09297388 |
|                                         | Mietshaus in geschlossener Bebauung | Georg-Schumann-Straße 162 (Karte) | 1895/1900 (Mietshaus) | mit Laden, Klinkerfassade, baugeschichtlich von Bedeutung | 09297390 |
|                                         | Mietshaus in geschlossener Bebauung | Georg-Schumann-Straße 164 (Karte) | um 1895 (Mietshaus) | mit Laden, Klinkerfassade, Holzpaneele im Eingangsbereich, baugeschichtlich von Bedeutung | 09297391 |
|                                         | Mietshaus in geschlossener Bebauung in Ecklage | Georg-Schumann-Straße 166 (Karte) | 1900–1902 (Mietshaus) | mit Läden, Klinkerfassade, Mietshausbau in exponierter Ecklage, baugeschichtlich als Zeugnis der historistischen Gebietsentwicklung von Bedeutung Denkmaltext Am 31. Dezember des Jahres 1900 wurde von Eugen Binder der Bauantrag gestellt für ein Vorderwohnhaus und ein Hintergebäude, Binder hatte das Grundstück von den Herren Wehse und Spahlholz erworben. Unter den Zeichnungen steht der Name des in Gohlis ansässigen Baugewerkemeisters W. Dathan. Der erste Entwurf für den Mietshausneubau auf dem Grundstück weist drei Wohnungen in den oberen Etagen auf, wobei bereits zwei davon ganz modern mit Abort unter Wohnungsverschluss beantragt sind und nur die Mittelwohnung noch die um die Jahrhundertwende gebräuchliche Toilette im Treppenhaus aufweist. Das Erdgeschoss sollte nur eine Wohnung besitzen sowie eine Eckgaststätte, deren Haupteingang im Hausdurchgang lag. Im Mai 1901 (Rück)Verkauf an den ehemaligen Mitbesitzer Johann Friedrich Spahlholz, Maurermeister und Baumeister seines Zeichens, der nun geänderte Pläne vorlegte. Nun wich die Gastwirtschaft zwei einzurichtenden Ladenwohnungen. Im 1. Obergeschoss war von drei Mieteinheiten nur noch eine Wohnung mit Innen-WC vorgesehen, für die beiden obersten Geschosse konzipierte Spahlholz jeweils vier Wohnungen mit Podestaborten. Ungewöhnlich viel Zeit verging zwischen der am 17. Mai 1901 erteilten Baugenehmigung und der Beantragung der Grundbauprüfung am 9. August, Schlussprüfung ist datiert zum 13. März 1902. In den Jahren 1906, 1912 und 1930 erfolgten kleinere Ladenumbauten und 1918 wurde die Einrichtung einer Kleinwohnung im Dachgeschoss zur Linderung der auch in Leipzig herrschenden Wohnungsnot genehmigt. Bemerkenswert ist die im Juli 1948 ausgereichte Genehmigung, Betriebsräume für die Firma Bernsteinwaren Karl Haupt im Gebäude herzurichten. Bauantrag für Sanierung und Ausbau des Dachgeschosses mit drei Wohnungen wurde gestellt am 4. August 1993 durch die im Haus wohnenden Bauunternehmer Jens und Susanne Walter. Entwürfe von Architektin Regina Schöber für Hoffmann & Hofmann GmbH. Rote Klinkerflächen akzentuieren die mit gelben Klinkersteinen verkleidete Fassade – ihnen sind der dreiachsige Risalit der verbrochenen Ecklösung sowie die zweiachsige Betonung des seitlichen Fassadenabschlusses in der Faradaystraße vorbehalten. Aus modernem Beton-Kunststein gefertigt sind die profilierten Rahmungen der Fenster mit wenigen historistischen Dekorelementen. Weitgehend erhalten ist die innere Ausstattung, unter anderem Treppenhaus, Wohnungseingangstüren und Jugendstilstuck im Eingangsbereich. Wirkungsvoller Eckbau im Mietshausensemble, baugeschichtlich und ortsentwicklungsgeschichtlich bedeutsam, nicht zuletzt durch die Lage an einer der wichtigsten Leipziger Ortsausfallstraße. LfD/2013 | 09292953 |
|                                         | Doppelmietshaus in offener Bebauung | Georg-Schumann-Straße 167; 169 (Karte) | um 1890 (Doppelmietshaus) | Klinker-Putz-Fassade, zwei zeittypische Eisenbahner-Wohnhäuser, neben den Bahngleisen, baugeschichtlich von Bedeutung | 09297375 |
|                                         | Mietshaus in geschlossener Bebauung | Georg-Schumann-Straße 168 (Karte) | um 1900 (Mietshaus) | mit Laden, Klinkerfassade, Stuckdecke und Fußbodenfliesen im Eingangsbereich, baugeschichtlich von Bedeutung | 09292975 |
|                                         | Mietshaus in geschlossener Bebauung | Georg-Schumann-Straße 170 (Karte) | um 1900 (Mietshaus) | mit Hausdurchgang, zeittypische Klinkerfassade, ehemals mit Laden, baugeschichtlich von Bedeutung | 09292974 |
|                                         | Mietshaus in geschlossener Bebauung in Ecklage | Georg-Schumann-Straße 172 (Karte) | um 1900 (Mietshaus) | ehemals mit Eckladen und Laden, Klinkerfassade, bleiverglaste und geätzte Treppenhausfenster, baugeschichtlich von Bedeutung | 09292932 |
|                                         | Mietshaus in geschlossener Bebauung in Ecklage | Georg-Schumann-Straße 174 (Karte) | um 1910 (Mietshaus) | mit Hausdurchgang, mit Läden, Putzfassade, Reformstil-Architektur, baugeschichtlich von Bedeutung | 09297407 |
|                                         | Mietshaus in geschlossener Bebauung | Georg-Schumann-Straße 176 (Karte) | um 1900 (Mietshaus) | mit Läden, Klinkerfassade, baugeschichtlich von Bedeutung | 09297408 |
|                                         | Mietshaus in halboffener Bebauung | Georg-Schumann-Straße 177 (Karte) | 1910/1915 (Mietshaus) | Putz-Ziegel-Fassade, Fachwerkgiebel, Natursteinquadersockel, zeittypisches Eisenbahner-Wohnhaus, baugeschichtlich von Bedeutung | 09297376 |
|                                         | Mietshaus in geschlossener Bebauung | Georg-Schumann-Straße 178 (Karte) | um 1900 (Mietshaus) | mit Läden, Klinkerfassade, Stuck im Eingangsbereich, baugeschichtlich von Bedeutung | 09297409 |
|                                         | Mietshaus in geschlossener Bebauung | Georg-Schumann-Straße 179 (Karte) | 1910/1915 (Mietshaus) | Putz-Ziegel-Fassade, Natursteinquadersockel, mächtiges Zwerchhaus in Fachwerk, Windfangtür mit Oberlicht, zeittypisches Eisenbahner-Wohnhaus, baugeschichtlich von Bedeutung | 09297377 |
|                                         | Mietshaus in geschlossener Bebauung | Georg-Schumann-Straße 180 (Karte) | 1905 (Mietshaus) | mit Tordurchfahrt, ehemals mit Laden, Klinkerfassade, Bleiglasfenster im Treppenhaus, bauhistorischer Wert Denkmaltext Als Bauherrin 1905 trat zunächst die Hebamme Johanna Auguste Arnold auf, übertrug nach Ausreichung der Baugenehmigung Grundstück und die vorliegenden Planungen an den Zimmerpolier Friedrich Karl Kupper, der beides wenige Tage später an Karl Nasarek aus Connewitz weiterreichte. Dieser ließ Tekturen am Projekt vornehmen, dessen augenscheinlichste Änderung die Zahl der Achsen an der Schauseite des Mietshauses betraf: statt sieben Fenster in der Breite waren nun deren acht vorgesehen. Möglich, dass der ehemals Entwerfende Jänichen auch die Ausführung des Unternehmens übertragen bekam. Diskussionen betrafen insbesondere das geplante Hofgebäude, in dem eine Niederlage, später eine Bäckerei eingerichtet werden sollte. Im Vorderhaus war für das Parterre nur eine Wohnung, mit bzw. ohne Laden vorgesehen. Die Durchfahrt erschloss den Hofraum mit dem Nebengebäude und den rückwärts eingeordneten Hauseingang. Jeweils zwei Stuben, eine Kammer und Küche waren für die Wohnungen vorgesehen, deren zwei in einem jeden Obergeschoss zur Einrichtung gelangten. Unterm Dach fanden sich Bodenräume sowie eine Kammer für Einquartierung. Privat zu finanzieren war auch die Fassung des Fußweges, hier ausgeführt vom Pflaster- und Strassenbaugeschäft August Walde. Als ungünstig erwies sich die im Keller eingerichtete Waschküche, die erst in einen Anbau, später ins Dachgeschoss verlegt werden sollte. 1972 war der Umbau des Ladens zu Wohnraum geplant, 1983 die Umnutzung der Bäckerei in ein Lagergebäude. Kunststeinformteile fanden ihre Verwendung für Gliederungen, Stuckteile als Schmuckdekor, rote Klinkerblender für die oberen Flächen, Verputz für das Erdgeschoss. Noch in originaler Profilierung zeigte sich im August 2019 die Traufe. Bemerkenswert sind Teile der Ausstattung des noch nicht komplett sanierten Hauses. Für das beinahe komplett im Originalzustand überkommene Gebäude ist ein baugeschichtlicher Wert festzuhalten, zudem eine besondere städtebauliche Lage des Hauses in der Achse der von der Kirschbergstraße zur Georg-Schumann-Straße leicht ansteigenden Kernstraße. LfD/2019 | 09297410 |
|                                         | Mietshaus in geschlossener Bebauung | Georg-Schumann-Straße 181 (Karte) | um 1885 (Mietshaus) | mit Läden, historisierende Putzfassade, baugeschichtlich von Bedeutung, Zeugnis der Ortserweiterung gegen Ende des 19. Jahrhunderts | 09297378 |
|                                         | Mietshaus in geschlossener Bebauung in Ecklage | Georg-Schumann-Straße 182 (Karte) | um 1902 (Mietshaus) | mit Tordurchfahrt, mit Läden, Klinkerfassade, baugeschichtlich von Bedeutung | 09297411 |
|                                         | Mietshaus in geschlossener Bebauung in Ecklage | Georg-Schumann-Straße 183 (Karte) | um 1880 (Mietshaus) | mit Läden, historisierende Putzfassade, Windfangtür mit geätztem Oberlicht, baugeschichtlich von Bedeutung | 09297379 |
|                                         | Kirche (mit Ausstattung) und Kirchplatz | Georg-Schumann-Straße 184 (Karte) | 1901 (Kirche), 1901 (Glasgemäldefenster) (Kirchenfenster), 1901 (Taufe), 1766 (Orgel), 1928 (Bildnis Pfarrer Heinrich Lorenz) | sogenannte Notkirche, Fachwerkkirche mit Klinkerausfachung, im Innern Leipzigs älteste Orgel erhalten, baugeschichtlich und ortsgeschichtlich von Bedeutung | 09264521 |
|                                         | Mietshaus in geschlossener Bebauung | Georg-Schumann-Straße 187 (Karte) | um 1910 (Mietshaus) | mit Hausdurchgang, mit Laden, Putzfassade, Treppenhausfenster mit Bleiglas, baugeschichtlich von Bedeutung | 09297382 |
|                                         | Mietshaus in geschlossener Bebauung | Georg-Schumann-Straße 188 (Karte) | 1890 (Mietshaus) | mit Tordurchfahrt, mit Laden, historisierende Putzfassade, baugeschichtlich von Bedeutung Denkmaltext Der Bauantrag für ein Wohngebäude in der damaligen Hallischen Straße 32 in Möckern erging am 7. Januar 1890 durch den Maurer und Bauunternehmer Johann Friedrich Spahlholz, der selbst auch die Ausführung zu übernehmen gedachte. Erst im April wurde die Baugenehmigung ausgefertigt. Anfang Mai wird Schmiedemeister Gustav Götz als Grundstückseigentümer genannt im Zusammenhang mit der Beantragung einer Schmiedewerkstatt im Hof, zudem sind eine Remise und ein Waschhausanbau im Gespräch. Ausführung auch hier wieder Friedrich Spahlholz. 1926 erfolgte die Aufstellung einer Benzinzapfsäule vor dem Grundstück und 1929 die Umnutzung der Schmiede zur Autoreparaturwerkstatt. Mit 2004 ist der Antrag zur Umgestaltung des Erdgeschosses zur Gaststätte datiert. Hinter der historistischen Fassade mit Stuckdekor insbesondere, über den Fenstern im ersten sowie zweiten Obergeschoss, und vorgefertigten Kunststeinelementen waren im Erdgeschoss ehemals neben der Durchfahrt zwei Wohnungen und in den Obergeschossen jeweils drei Wohnungen konzipiert. Die Ausstattung hat sich einschließlich der Treppenhausausmalungen beinahe komplett erhalten. Mitte 2013 kleinere Umbauarbeiten im Parterre. Baugeschichtlich wertvoller Historismusbau an einer der wichtigsten Ortsausfallstraßen. LfD/2013, 2014 | 09304680 |
|                                         | Mietshaus in geschlossener Bebauung | Georg-Schumann-Straße 189 (Karte) | 1905/1915 (Mietshaus) | mit Läden, Putzfassade, Treppenhausfenster mit Bleiglas, baugeschichtlich von Bedeutung | 09297383 |
|                                         | Mietshaus in geschlossener Bebauung | Georg-Schumann-Straße 190 (Karte) | 1897–1898 (Mietshaus) | Putz-Klinker-Fassade, Stuck im Eingangsbereich, Windfangtür, baugeschichtlich von Bedeutung Denkmaltext Auf dem schmalen Grundstück entstand 1897 bis 1898 ein nur einspänniges Mietshaus nach Plänen des Architekten M. E. Reichardt aus dem benachbarten Gohlis. Bekannt als Bauherr ist der Schmiedemeister Gustav Götz, der das Grundstück von Sanitätsrat Dr. Kern (seit 1905 Benennung einer Straße in Möckern nach dem 1814 in Eisenach geborenen Ferdinand Kern) erworben hatte. Nach Ausreichung der Baugenehmigung gelangten geänderte Pläne zur Beantragung, die Ausbildung des Daches als Mansardgeschoss und die Gestaltung der Schaufront als Rohbaufassade betreffend. Eine Sanierung, einhergehend mit dem Ausbau unterm Dach, fielen in den Zeitraum 1995/1996, ein jüngerer hofseitiger Balkonanbau erfolgte 2014/2015. Wie erwähnt gelangte in einer jeden Etage nur eine recht großzügige Wohnung zur Einrichtung, 2015 zudem zwei Wohnungen mit Schlafzimmer, Bad und Wohnzimmer nebst Kochnische im Dachgeschoss. Straßenseitig fällt der linksseitige Fassadenrisalit auf, der den Hauseingang markiert und in den drei Obergeschossen jeweils zwei gekuppelte Fensterachsen zeigt. Farbakzente im hellen Verputz einiger Flächen und ebenfalls hell gefasster Stuckdekorationen setzen zwei rote Klinkerfelder, die dunkel gestrichene hohe Eingangstür mit halbrundem Oberlicht. Über dunklem Klinkersockel und genutetem Parterre rahmen Pilaster aus gelbem Klinker die übrigen vier Fensterachsen, stark ausgeprägt zeigt sich die Traufzone. Überwiegend ist die qualitativ hochwertige Ausstattung erhalten u. a. eine Windfangtür und Jugendstilwandfliesen im Eingangsbereich. Das Gebäude besitzt einen baugeschichtlichen Wert und dokumentiert hochwertiges Bauen im Mietwohnsektor in Möckern zum Ende des 19. Jahrhunderts. LfD/2019 | 09297423 |
|                                         | Mietshaus in geschlossener Bebauung | Georg-Schumann-Straße 191 (Karte) | 1905/1915 (Mietshaus) | mit Läden, Putzfassade, Treppenhausfenster mit Bleiglas, baugeschichtlich von Bedeutung | 09297384 |
|                                         | Mietshaus in geschlossener Bebauung | Georg-Schumann-Straße 193 (Karte) | 1905/1915 (Mietshaus) | mit Läden, Putzfassade, Bleiglasfenster im Treppenhaus, baugeschichtlich von Bedeutung | 09297385 |
|                                         | Mietshaus in geschlossener Bebauung | Georg-Schumann-Straße 195 (Karte) | 1905/1915 (Mietshaus) | mit Läden, Putzfassade, Bleiglasfenster im Treppenhaus, baugeschichtlich von Bedeutung | 09297386 |
|                                         | Pfarrhaus in offener Bebauung, mit Vorgarten und Nebengebäude im Hof | Georg-Schumann-Straße 198 (Karte) | im Kern um 1860 (Pfarrhaus), 1931 (Pfarrhaus)                                                                                 | Putzfassade, historische Innentüren und Lichthof erhalten, Pfarrhaus der Auferstehungsgemeinde Möckern, ortsgeschichtlich von Bedeutung | 09297422 |
|                                         | Mietshaus in geschlossener Bebauung | Georg-Schumann-Straße 199 (Karte) | 1897–1898 (Mietshaus) | mit Tordurchfahrt und mit Laden, historisierende Putzfassade, baugeschichtlich von Bedeutung Denkmaltext Architekt Albin Neumann agierte im Eigenauftrag und errichtete auf dem Platz II des Wehse & Spahlholz'schen Grundstücksareals ein viergeschossiges Wohnhaus sowie ein Werkstattgebäude im Hof. Der Ausführungszeitraum umfasste die Zeit zwischen Juli 1897 und März des Folgejahres. Albert Pober ließ 1899 die beiden Läden zu einem zusammenfassen. 1964 wurde der Ladenraum zu Wohnzwecken umgenutzt und 1995 erfolgte der erneute Rückbau zu Geschäftszwecken. Zeitgleich hiermit ging einher der Antrag für Sanierung und Modernisierung nebst Ausbau des Dachgeschosses durch Robert-Bernd Piller unter Hinzuziehung von Architekt Dipl.-Ing. Ralf K. Schwarze. Die einfach ausgeführten Arbeiten liefen im Jahreswechsel 1996/1997. Zurückhaltend gegliedert wird die streng gerasterte Putzfassade des Hauses durch Sohlbänke, Fensterverdachungen und Stuckdekor um die Fenster der ersten und zweiten Etage – Kartuschen werden von jeweils zwei Putti gerahmt. Störend wirken die großen Schleppgauben im Dachbereich, Teile der Ausstattung sind erhalten. Das Mietshaus von baugeschichtlichem und ortsentwicklungsgeschichtlichem Wert, Bestandteil des geschlossenen Straßenzuges an einer der bedeutendsten Leipziger Ausfallstraßen. Das Hofgebäude ist kein Denkmal. LfD/2013, 2014 | 09297387 |
|                                         | Mietshaus in halboffener Bebauung | Georg-Schumann-Straße 200 (Karte) | um 1905 (Mietshaus) | mit Laden, Klinkerfassade, baugeschichtlich von Bedeutung | 09297421 |
|                                         | Mietshaus in geschlossener Bebauung | Georg-Schumann-Straße 202 (Karte) | um 1903 (Mietshaus) | Klinkerfassade, Haustür mit Bleiglas-Oberlicht, baugeschichtlich von Bedeutung | 09297420 |
|                                         | Mietshaus in geschlossener Bebauung und in Ecklage | Georg-Schumann-Straße 203 (Karte) | 1897–1898 (Mietshaus) | mit Läden, historisierende Putzfassade, originale überdurchschnittliche Innenausstattung, baugeschichtlich von Bedeutung | 09306510 |
|                                         | Mietshaus in geschlossener Bebauung | Georg-Schumann-Straße 204 (Karte) | um 1908 (Mietshaus) | mit Tordurchfahrt, mit Laden, zeittypische Klinkerfassade, bauhistorischer Wert | 09297419 |
|                                         | Mietshaus in geschlossener Bebauung und Hofpflaster | Georg-Schumann-Straße 206 (Karte) | 1902–1903 (Mietshaus) | mit Tordurchfahrt und Laden, zeittypische Klinkerfassade, baugeschichtlich bedeutsam Denkmaltext Auf dem Grundstück der abgebrochenen Ziegelei Mäker entstand auch das Mietshaus des Bauunternehmers Ernst August Hermann Bock, der im September 1902 den Bauantrag stellte und Mitte Juli des Folgejahres die Fertigstellung anzeigte. Architekt E. August Stehmann fertigte die Zeichnungen. Im Hof entstanden ein Niederlagsgebäude 1903, im Jahr 1907 eine Böttgerei-Werkstatt mit Lagerraum (1937 Umbauantrag zu Kraftwagenschuppen), 1929 eine neue Autogarage. Das Vorderhaus erfuhr 1911 einen Ladenumbau, 1995 saniert. Erhalten geblieben sind die Klinkerfassade mit Gliederungselementen aus Kunststeinformteilen über dem verputzten Erdgeschoss. Hervorgehoben sind die beiden Fensterachsen der oberen Geschosse am linken Rand der Front, die schwach vorstehen und Fensterverdachungen besitzen. Von besonderem Wert ist der Erhalt beinahe aller Wohnungsinnentüren, teilweise mit den historischen Kastenschlössern, neben dem hölzernen Treppenhaus und den Wohnungseingangstüren. Den Gesamteindruck beeinträchtigen das geglättete Erdgeschoss und die glatt verputzte Traufe. Aufgrund des geweiteten Straßenraumes wirkungsvolle städtebauliche Lage in der geschlossenen Straßenfront, baugeschichtlich bedeutsam als Wohn- und Gewerbegrundstück. Vor dem Haus steht der Apelstein Nummer 17 zur Erinnerung an die Stellung der 2. Division des französischen Heeres unter General Lagrange in den Kämpfen der Völkerschlacht bei Leipzig im Jahr 1813. LfD/2015, 2018 | 09305789 |
|                                         | Mietshaus in geschlossener Bebauung | Georg-Schumann-Straße 207 (Karte) | um 1900 (Mietshaus) | mit Laden, Klinkerfassade, Laden original, Stuckkehle und Holzpaneele im Eingangsbereich, bauhistorischer Wert | 09297406 |
| Direkt Bild zu diesem Denkmal hochladen | Turnhalle in offener Bebauung im Hof, mit Büste von Friedrich Ludwig Jahn | Georg-Schumann-Straße 209a (Karte) | 1899 (Turnhalle) | rückwärtig im Grundstück Georg-Schumann-Straße 209 in einem geschlossenen Mietshausquartier liegend, gelber Klinkerbau mit zwei eisernen Mauerankern, ortsgeschichtlich und baugeschichtlich von Bedeutung | 09297762 |
| Direkt Bild zu diesem Denkmal hochladen | Mietshaus in geschlossener Bebauung | Georg-Schumann-Straße 210 (Karte) | um 1908 (Mietshaus) | Klinkerfassade, Stuck im Eingangsbereich, baugeschichtlich von Bedeutung | 09297418 |
|                                         | Mietshaus in geschlossener Bebauung | Georg-Schumann-Straße 211 (Karte) | um 1898 (Mietshaus) | mit Läden, Klinkerfassade, eine Ladenfront original, Stuckkehle im Eingangsbereich, Schablonenmalerei im Treppenhaus, baugeschichtliche Bedeutung | 09297404 |
|                                         | Mietshaus in geschlossener Bebauung | Georg-Schumann-Straße 213 (Karte) | um 1915 (Mietshaus) | mit Tordurchfahrt, mit Läden, Putzfassade mit Erkern, Reformstil-Architektur, baugeschichtlich von Bedeutung | 09297403 |
|                                         | Mietshaus in geschlossener Bebauung, ehemals mit Postamt | Georg-Schumann-Straße 215 (Karte) | um 1900 (Mietshaus) | Gebäude mit Tordurchfahrt, Klinkerfassade, Stuck in der Tordurchfahrt, Wohnungstüren mit Supraporten, baugeschichtlich und ortsgeschichtlich von Bedeutung | 09297402 |
| Direkt Bild zu diesem Denkmal hochladen | Mietshaus in geschlossener Bebauung (bauliche Einheit mit Nr. 221) | Georg-Schumann-Straße 219 (Karte) | bezeichnet 1908 (Mietshaus)                                                                                                   | mit Läden, Putzfassade, Bleiglasfenster im Treppenhaus, baugeschichtlich von Bedeutung | 09297400 |
|                                         | Mietshaus in geschlossener Bebauung | Georg-Schumann-Straße 220 (Karte) | um 1904 (Mietshaus) | mit Hausdurchgang und mit Laden, Klinkerfassade, baugeschichtlich von Bedeutung | 09297417 |
|                                         | Mietshaus in geschlossener Bebauung (bauliche Einheit mit Nr. 219) | Georg-Schumann-Straße 221 (Karte) | 1908 (Mietshaus) | mit Läden, Putzfassade, Haustür mit geschliffenen Scheiben, Bleiglasfenster im Treppenhaus, baugeschichtlich von Bedeutung | 09297398 |
|                                         | Mietshaus in geschlossener Bebauung in Ecklage | Georg-Schumann-Straße 222 (Karte) | um 1905 (Mietshaus) | mit Eckladen, Klinkerfassade, baugeschichtlich von Bedeutung | 09297416 |
|                                         | Mietshaus in geschlossener Bebauung in Ecklage | Georg-Schumann-Straße 224 (Karte) | 1903–1904 (Mietshaus) | mit Eckladen, Klinkerfassade, Stuckwandgliederung im Eingangsbereich, Windfangtür, baugeschichtlich von Bedeutung Denkmaltext Der 1903 eingereichte Bauantrag für ein Eckwohngebäude zur Christian-Ferkel-Straße wurde im Folgejahr durch den Bauunternehmer Louis Hippe für den Baumaterialienhändler Friedrich Otto Knaupe umgesetzt. Carl Schmidt wird in den Archivmaterialien als Bauleiter genannt. Insbesondere der konzipierte Eckturm mit spitzem Walmdach setzte ehemals einen städtebaulichen Akzent. Über dem geputzten Erdgeschoss erhebt sich eine Klinkerfassade mit Kunststeingliederung, reichem Dekor im ersten Stockwerk und ungewöhnlich weit vorstehenden Fensterverdachungen in den beiden ersten Obergeschossen. An der verbrochenen Ecke ursprünglich Austritte, die Ausstattung weitgehend erhalten. LfD/2007 | 09297415 |
|                                         | Mietshaus in geschlossener Bebauung | Georg-Schumann-Straße 230 (Karte) | um 1900 (Mietshaus) | mit Laden, Klinkerfassade, geätzte Treppenhausfenster, baugeschichtlich von Bedeutung | 09297414 |
|                                         | Mietshaus in geschlossener Bebauung | Georg-Schumann-Straße 232 (Karte) | 1904–1906 (Mietshaus) | mit Tordurchfahrt, mit Laden, Putzfassade, Schablonenmalerei, bauhistorischer Wert Denkmaltext Das Grundstück ehemals Hallesche Straße 78 sollte 1904 mit einem Wohnhaus durch Ernst Arthur Schultze im eigenen Auftrag bebaut werden. Architekt Albert Wolf (eigentlich Louis Albert Fritzsche genannt Wolf) steuerte die notwendigen Unterlagen bei, wozu auch Pläne für ein Nebengebäude im Hof mit Bäckerei, Waschküche und Pferdestall nebst Futterboden gehörten. Wegen der Durchfahrt kamen hier nur eine kleinere Wohnung und eine Ladenwohnung zur Einrichtung während in den oberen Geschossen jeweils zwei Mietparteien unterkamen. Es wechselten mehrfach die Bauherren, die Ausführenden und die Bauleiter. Erst im Oktober 1906 erfolgte die Schlussprüfung und bereits 1907 wurde ein weiterer Laden von Architekt Otto Jänichen neben der Durchfahrt eingerichtet. Die Putzfassade, ehemals über Klinkersockel, erfährt ihre Wirkung durch die Fensterreihung und den über den Fenstern liegenden Schmuckplatten. 1995 erging der Antrag zur Sanierung und zum Dachgeschossausbau. Aus Kunststoff gefertigt sind Ladenfronten und Fenster, statt des Tores kam ein Gittertor zum Einbau, das Erdgeschoss ist mit „Freihandnutung“ verputzt, der Sockel entstellend verkleidet, vom Jugendstilentwurf zeigt die Fassade lediglich noch Fensterrahmungen mit der oben abschließenden Stuckplatte. Versöhnlich wirken die neu geprägten Schabracken vor den Jalousien. Baugeschichtlich interessantes Wohn- und Gewerbegrundstück in geschlossener Straßenfront, mit städtebaulicher Wirkung aufgrund des weiten Verkehrsraumes in Nähe der Kreuzung Slevogtstraße. LfD/2014, 2015 | 09290669 |
|                                         | Mietshaus in geschlossener Bebauung | Georg-Schumann-Straße 234 (Karte) | um 1903 (Mietshaus) | mit Laden, Putzfassade, Ladenfront original, bauhistorischer Wert | 09294208 |
|                                         | Fassade eines Mietshauses in geschlossener Bebauung | Georg-Schumann-Straße 236 (Karte) | um 1905, nach Teilabbruch nur noch Fassade (Fassade)                                                                          | mit Hausdurchgang und mit Laden, zeittypische Klinkerfassade, als wirkungsvoller Bestandteil eines geschlossenen Straßenzuges an der nördlichen Ortsausfallstraße baugeschichtlich von Bedeutung | 09297413 |
|                                         | Mietshaus in geschlossener Bebauung in Ecklage | Georg-Schumann-Straße 238 (Karte) | 1902–1903, bezeichnet 1902 (Mietshaus)                                                                                        | mit Läden, Klinkerfassade, Windfangtür, geätzte Treppenhausfenster, städtebaulich unverzichtbarer Eckbau, baugeschichtlich von Bedeutung Denkmaltext Die Bauunternehmersehefrau Emma Berta Bernhardt geb. Zimmermann fungierte als Investorin für das in Ecklage (ehemals Straße B, dann Wiederitzscher Weg, Völkerschlachtstraße, Drachenbergstraße) zu errichtende Wohngebäude, wofür sie Architekt Franz Witzel hinsichtlich Entwurf und Bauleitung gewinnen konnte. Theodor Reinhold Bernhardt übernahm die Ausführung. Im Erdgeschoss des 1902–1903 errichteten, wirkungsvoll in Ecklage situierten Hauses befanden sich eine Gastwirtschaft sowie eine Bäckerei mit Laden und Backstube, in den oberen Etagen jeweils drei Wohnungen. Ein Hofgebäude für „Stallung und Waschzwecke“ entstand 1903. Einbau einer Dachgeschosswohnung 1922 sowie einer zweiten 1925, für 1926 ist das Vorhaben belegt, „in das Grundstück elektrische Lichtleitung einführen zu lassen“. Zu diesem Zeitpunkt sind der Friseur Schwarzer und der Bäckermeister Hachmeister Mieter des Erdgeschosses. Mit ihrem Handwerk sind im Grundstück wirkend in Folge Bäckermeister Erich Große, danach Bäckermeister Willy Stöckel. Für 1958 wird der Bauantrag gestellt zum „Neubau eines zweiherdigen Dampfbackofens“ durch die Fa. Backofenbau Felix Fiedler aus Leipzig-Connewitz. Vor beiden Fassadenseiten stehen zweiachsige, schwach vortretende Risalite, die Klinkerfassade erhebt sich über einem genuteten Erdgeschoss, die Ecke ist verbrochen. Aufgrund des großzügigen Kreuzungsbereiches entsteht eine zusätzliche Wirkung für das mit dezentem Jugendstilstuck, verschiedenfarbig glasierten Ziegeln sowie Kunststeinformteilen dekorierte Gebäude. Reizvoll insbesondere der Giebelaufsatz über der Eckachse, mit gekuppelten Bogenfenstern und seitlichen Voluten. Die Ausstattung ist weitgehend original erhalten. Das in exponierter Ecksituation liegende Gebäude mit stadtbildprägendem Charakter, baugeschichtlicher und ortsentwicklungsgeschichtlicher Bedeutung. LfD/2013, 2014 | 09297412 |
|                                         | Mietshaus in geschlossener Bebauung in Ecklage | Georg-Schumann-Straße 240 (Karte) | um 1900 (Mietshaus) | mit Läden, Putzfassade, Holzpaneele und Stuck im Eingangsbereich, geätzte Treppenhausfenster, baugeschichtlich von Bedeutung | 09297588 |
|                                         | Mietshaus in geschlossener Bebauung | Georg-Schumann-Straße 242 (Karte) | um 1905 (Mietshaus) | Klinker-Sandstein-Fassade, Fachwerkgiebel, Kellerfenstergitter, Stuckkehle im Eingangsbereich, baugeschichtlich von Bedeutung | 09297589 |
|                                         | Dienstgebäude eines Straßenbahnhofs | Georg-Schumann-Straße 244 (Karte) | 1905–1909 (Straßenbahndepot)                                                                                                  | Teil des Straßenbahnhofes Möckern der Großen Leipziger Straßenbahn, ortshistorisch und baugeschichtlich von Bedeutung | 09297590 |
| Direkt Bild zu diesem Denkmal hochladen | Einzeldenkmal der Sachgesamtheit Historische Straßenbahnfahrzeuge Leipzig (Obj. 09303422, gleiche Anschrift): Historischer Straßenbahnwagen der Leipziger Fahrzeugsammlung – Pferdebahnwagen 95 (Typ 3) | Georg-Schumann-Straße 244; 246 (Karte) | | | 09299105 |
| Direkt Bild zu diesem Denkmal hochladen | Einzeldenkmal der Sachgesamtheit Historische Straßenbahnfahrzeuge Leipzig (Obj. 09303422, gleiche Anschrift): Historischer Straßenbahnwagen der Leipziger Fahrzeugsammlung – Triebwagen 64 (Typ 14) | Georg-Schumann-Straße 244; 246 (Karte) | | | 09299109 |
| Direkt Bild zu diesem Denkmal hochladen | Einzeldenkmal der Sachgesamtheit Historische Straßenbahnfahrzeuge Leipzig (Obj. 09303422, gleiche Anschrift): Historischer Straßenbahnwagen der Leipziger Fahrzeugsammlung – Triebwagen 500 (Typ 13), im Liniendienst 1913–1932 | Georg-Schumann-Straße 244; 246 (Karte) | | | 09299108 |
| Direkt Bild zu diesem Denkmal hochladen | Einzeldenkmal der Sachgesamtheit Historische Straßenbahnfahrzeuge Leipzig (Obj. 09303422, gleiche Anschrift): Historischer Straßenbahnwagen der Leipziger Fahrzeugsammlung – Triebwagen 1376 (Typ 23) | Georg-Schumann-Straße 244; 246 (Karte) | | | 09299116 |
| Direkt Bild zu diesem Denkmal hochladen | Einzeldenkmal der Sachgesamtheit Historische Straßenbahnfahrzeuge Leipzig (Obj. 09303422, gleiche Anschrift): Historischer Straßenbahnwagen der Leipziger Fahrzeugsammlung-Triebwagen 349 (Typ 11/12), zweitälteste Leipziger Straßenbahn | Georg-Schumann-Straße 244; 246 (Karte) | | | 09299107 |
| Direkt Bild zu diesem Denkmal hochladen | Einzeldenkmal der Sachgesamtheit Historische Straßenbahnfahrzeuge Leipzig (Obj. 09303422, gleiche Anschrift): Historischer Straßenbahnwagen der Leipziger Fahrzeugsammlung – Triebwagen 308 (Typ 10) | Georg-Schumann-Straße 244; 246 (Karte) | | | 09299106 |
| Direkt Bild zu diesem Denkmal hochladen | Einzeldenkmal der Sachgesamtheit Historische Straßenbahnfahrzeuge Leipzig (Obj. 09303422, gleiche Anschrift): Historischer Straßenbahnwagen der Leipziger Fahrzeugsammlung – Triebwagen 1378 (Typ 24a) | Georg-Schumann-Straße 244; 246 (Karte) | | | 09299118 |
| Direkt Bild zu diesem Denkmal hochladen | Einzeldenkmal der Sachgesamtheit Historische Straßenbahnfahrzeuge Leipzig (Obj. 09303422, gleiche Anschrift): Historischer Straßenbahnwagen der Leipziger Fahrzeugsammlung – Triebwagen 1463 (Typ 22) | Georg-Schumann-Straße 244; 246 (Karte) | | | 09299114 |
| Direkt Bild zu diesem Denkmal hochladen | Einzeldenkmal der Sachgesamtheit Historische Straßenbahnfahrzeuge Leipzig (Obj. 09303422, gleiche Anschrift): Historischer Straßenbahnwagen der Leipziger Fahrzeugsammlung – Triebwagen 506 (Typ 17) | Georg-Schumann-Straße 244; 246 (Karte) | | | 09299112 |
| Direkt Bild zu diesem Denkmal hochladen | Einzeldenkmal der Sachgesamtheit Historische Straßenbahnfahrzeuge Leipzig (Obj. 09303422, gleiche Anschrift): Historischer Straßenbahnwagen der Leipziger Fahrzeugsammlung – Triebwagen 257 (Typ 16) | Georg-Schumann-Straße 244; 246 (Karte) | | | 09299111 |
| Direkt Bild zu diesem Denkmal hochladen | Einzeldenkmal der Sachgesamtheit Historische Straßenbahnfahrzeuge Leipzig (Obj. 09303422, gleiche Anschrift): Historischer Straßenbahnwagen der Leipziger Fahrzeugsammlung – Beiwagen 483 (Typ 64, Bauart B 57 E) | Georg-Schumann-Straße 244; 246 (Karte) | 1959 (Straßenbahn) | in Leipzig eingesetzt seit 1971 | 09299135 |
| Direkt Bild zu diesem Denkmal hochladen | Einzeldenkmal der Sachgesamtheit Historische Straßenbahnfahrzeuge Leipzig (Obj. 09303422, gleiche Anschrift): Historischer Straßenbahnwagen der Leipziger Fahrzeugsammlung – Pferdebahnwagen 95 (Typ 3) | Georg-Schumann-Straße 244; 246 | | | 09299105 |
| Direkt Bild zu diesem Denkmal hochladen | Einzeldenkmal der Sachgesamtheit Historische Straßenbahnfahrzeuge Leipzig (Obj. 09303422, gleiche Anschrift): Historischer Straßenbahnwagen der Leipziger Fahrzeugsammlung – Triebwagen 1464 (Typ 22s) | Georg-Schumann-Straße 244; 246 (Karte) | | | 09299115 |
| Direkt Bild zu diesem Denkmal hochladen | Einzeldenkmal der Sachgesamtheit Historische Straßenbahnfahrzeuge Leipzig (Obj. 09303422, gleiche Anschrift): Historischer Straßenbahnwagen der Leipziger Fahrzeugsammlung – Triebwagen 179 (Typ 15) | Georg-Schumann-Straße 244; 246 (Karte) | | | 09299110 |
| Direkt Bild zu diesem Denkmal hochladen | Einzeldenkmal der Sachgesamtheit Historische Straßenbahnfahrzeuge Leipzig (Obj. 09303422, gleiche Anschrift): Historischer Straßenbahnwagen der Leipziger Fahrzeugsammlung – Perambulator (Typ 1) | Georg-Schumann-Straße 244; 246 (Karte) | | | 09299143 |
| Weitere Bilder                          | Sachgesamtheit Historische Straßenbahnfahrzeuge Leipzig, bestehend aus den Einzeldenkmalen: Obj. 09299118 Triebwagen 1378 (Typ 24a), Obj. 09299143 Perambulator (Typ 1), Obj. 09299142 Kranlore 5705, Obj. 09299141 Muldenkipplore 5590, Obj. 09299140 Schienenschleifwagen 5091, Obj. 09299139 Turmwagen 5060, Obj. 09299138 Fahrkartenverkaufswagen 5640, Obj. 09299137 Beiwagen 830 (Typ 66, Bauart BE 70), Obj. 09299136 Beiwagen 520 (Typ 65, Bauart B4D), Obj. 09299134 Beiwagen 803 (Typ 62, Bauart EB 50), Obj. 09299133 Beiwagen 2012 (Typ 61), Obj. 09299132 Beiwagen 134 (Typ 58), Obj. 09299131 Beiwagen 2002 (Typ 57), Obj. 09299130 Beiwagen 608 (Typ 56), Obj. 09299129 Beiwagen 341 (Typ 55), Obj. 09299128 Beiwagen 305 (Typ 55), Obj. 09299127 Beiwagen 86 (Typ 53), Obj. 09299126 Beiwagen 751 (Typ 52), Obj. 09299125 Beiwagen 182 (Typ 51), Obj. 09299124 Triebwagen 1602 (Typ 33, Bauart T4D), Obj. 09299123 Triebwagen 1206 (Typ 32, Bauart G4), Obj. 09299122 Triebwagen 1332 (Typ 31), Obj. 09299121 Triebwagen 1601 (Typ 30), Obj. 09299120 Triebwagen 1043 (Typ 29), Obj. 09299119 Triebwagen 981 (Typ 27/Typ 13), Obj. 09299117 Triebwagen 20 (Typ 24), Obj. 09299116 Triebwagen 1376 (Typ 23), Obj. 09299115 Triebwagen 1464 (Typ 22s), Obj. 09299114 Triebwagen 1463 (Typ 22), Obj. 09299113 Triebwagen 809 (Typ 20), Obj. 09299112 Triebwagen 506 (Typ 17), Obj. 09299111 Triebwagen 257 (Typ 16), Obj. 09299110 Triebwagen 179 (Typ 15), Obj. 09299109 Triebwagen 64 (Typ 14), Obj. 09299108 Triebwagen 500 (Typ 13), Obj. 09299107 Triebwagen 349 (Typ 11/12), Obj. 09299106 Triebwagen 308 (Typ 10), Obj. 09299135 Beiwagen 483 (Typ 64, Bauart B 57 E), Obj. 09299105 Pferdebahnwagen 95 (Typ 3) | Georg-Schumann-Straße 244; 246 (Karte) | 1908 (Straßenbahn); 1872–1971 (Pferdebahn)                                                                                    | siehe Liste der Historischen Straßenbahnfahrzeuge in Leipzig | 09303422 |
| Direkt Bild zu diesem Denkmal hochladen | Einzeldenkmal der Sachgesamtheit Historische Straßenbahnfahrzeuge Leipzig (Obj. 09303422, gleiche Anschrift): Historischer Straßenbahnwagen der Leipziger Fahrzeugsammlung – Beiwagen 2002 (Typ 57) | Georg-Schumann-Straße 244; 246 (Karte) | | | 09299131 |
| Direkt Bild zu diesem Denkmal hochladen | Einzeldenkmal der Sachgesamtheit Historische Straßenbahnfahrzeuge Leipzig (Obj. 09303422, gleiche Anschrift): Historischer Straßenbahnwagen der Leipziger Fahrzeugsammlung – Beiwagen 608 (Typ 56) | Georg-Schumann-Straße 244; 246 (Karte) | | | 09299130 |
| Direkt Bild zu diesem Denkmal hochladen | Einzeldenkmal der Sachgesamtheit Historische Straßenbahnfahrzeuge Leipzig (Obj. 09303422, gleiche Anschrift): Historischer Straßenbahnwagen der Leipziger Fahrzeugsammlung – Beiwagen 341 (Typ 55) | Georg-Schumann-Straße 244; 246 (Karte) | | | 09299129 |
| Direkt Bild zu diesem Denkmal hochladen | Einzeldenkmal der Sachgesamtheit Historische Straßenbahnfahrzeuge Leipzig (Obj. 09303422, gleiche Anschrift): Historischer Straßenbahnwagen der Leipziger Fahrzeugsammlung – Beiwagen 305 (Typ 55) | Georg-Schumann-Straße 244; 246 (Karte) | | | 09299128 |
| Direkt Bild zu diesem Denkmal hochladen | Einzeldenkmal der Sachgesamtheit Historische Straßenbahnfahrzeuge Leipzig (Obj. 09303422, gleiche Anschrift): Historischer Straßenbahnwagen der Leipziger Fahrzeugsammlung – Beiwagen 134 (Typ 58) | Georg-Schumann-Straße 244; 246 (Karte) | | | 09299132 |
| Direkt Bild zu diesem Denkmal hochladen | Einzeldenkmal der Sachgesamtheit Historische Straßenbahnfahrzeuge Leipzig (Obj. 09303422, gleiche Anschrift): Historischer Straßenbahnwagen der Leipziger Fahrzeugsammlung – Perambulator (Typ 1) | Georg-Schumann-Straße 244; 246 | | | 09299143 |
| Direkt Bild zu diesem Denkmal hochladen | Einzeldenkmal der Sachgesamtheit Historische Straßenbahnfahrzeuge Leipzig (Obj. 09303422, gleiche Anschrift): Historischer Straßenbahnwagen der Leipziger Fahrzeugsammlung – Beiwagen 2002 (Typ 57) | Georg-Schumann-Straße 244; 246 | | | 09299131 |
| Direkt Bild zu diesem Denkmal hochladen | Einzeldenkmal der Sachgesamtheit Historische Straßenbahnfahrzeuge Leipzig (Obj. 09303422, gleiche Anschrift): Historischer Straßenbahnwagen der Leipziger Fahrzeugsammlung – Beiwagen 608 (Typ 56) | Georg-Schumann-Straße 244; 246 | | | 09299130 |
| Direkt Bild zu diesem Denkmal hochladen | Einzeldenkmal der Sachgesamtheit Historische Straßenbahnfahrzeuge Leipzig (Obj. 09303422, gleiche Anschrift): Historischer Straßenbahnwagen der Leipziger Fahrzeugsammlung – Beiwagen 341 (Typ 55) | Georg-Schumann-Straße 244; 246 | | | 09299129 |
| Direkt Bild zu diesem Denkmal hochladen | Einzeldenkmal der Sachgesamtheit Historische Straßenbahnfahrzeuge Leipzig (Obj. 09303422, gleiche Anschrift): Historischer Straßenbahnwagen der Leipziger Fahrzeugsammlung – Beiwagen 305 (Typ 55) | Georg-Schumann-Straße 244; 246 | | | 09299128 |
| Direkt Bild zu diesem Denkmal hochladen | Einzeldenkmal der Sachgesamtheit Historische Straßenbahnfahrzeuge Leipzig (Obj. 09303422, gleiche Anschrift): Historischer Straßenbahnwagen der Leipziger Fahrzeugsammlung – Beiwagen 134 (Typ 58) | Georg-Schumann-Straße 244; 246 | | | 09299132 |
| Direkt Bild zu diesem Denkmal hochladen | Einzeldenkmal der Sachgesamtheit Historische Straßenbahnfahrzeuge Leipzig (Obj. 09303422, gleiche Anschrift): Historischer Straßenbahnwagen der Leipziger Fahrzeugsammlung – Triebwagen 1602 (Typ 33, Bauart T4D) | Georg-Schumann-Straße 244; 246 (Karte) | | | 09299124 |
| Direkt Bild zu diesem Denkmal hochladen | Einzeldenkmal der Sachgesamtheit Historische Straßenbahnfahrzeuge Leipzig (Obj. 09303422, gleiche Anschrift): Historischer Straßenbahnwagen der Leipziger Fahrzeugsammlung – Beiwagen 86 (Typ 53) | Georg-Schumann-Straße 244; 246 (Karte) | | | 09299127 |
| Direkt Bild zu diesem Denkmal hochladen | Einzeldenkmal der Sachgesamtheit Historische Straßenbahnfahrzeuge Leipzig (Obj. 09303422, gleiche Anschrift): Historischer Straßenbahnwagen der Leipziger Fahrzeugsammlung – Beiwagen 751 (Typ 52), in Betrieb 1913–1953 | Georg-Schumann-Straße 244; 246 (Karte) | | | 09299126 |
| Direkt Bild zu diesem Denkmal hochladen | Einzeldenkmal der Sachgesamtheit Historische Straßenbahnfahrzeuge Leipzig (Obj. 09303422, gleiche Anschrift): Historischer Straßenbahnwagen der Leipziger Fahrzeugsammlung – Beiwagen 183 (Typ 51) | Georg-Schumann-Straße 244; 246 (Karte) | | | 09299125 |
| Direkt Bild zu diesem Denkmal hochladen | Einzeldenkmal der Sachgesamtheit Historische Straßenbahnfahrzeuge Leipzig (Obj. 09303422, gleiche Anschrift): Historischer Straßenbahnwagen der Leipziger Fahrzeugsammlung – Turmwagen 5060 | Georg-Schumann-Straße 244; 246 (Karte) | | | 09299139 |
| Direkt Bild zu diesem Denkmal hochladen | Einzeldenkmal der Sachgesamtheit Historische Straßenbahnfahrzeuge Leipzig (Obj. 09303422, gleiche Anschrift): Historischer Straßenbahnwagen der Leipziger Fahrzeugsammlung – Kranlore 5705 | Georg-Schumann-Straße 244; 246 (Karte) | | | 09299142 |
| Direkt Bild zu diesem Denkmal hochladen | Einzeldenkmal der Sachgesamtheit Historische Straßenbahnfahrzeuge Leipzig (Obj. 09303422, gleiche Anschrift): Historischer Straßenbahnwagen der Leipziger Fahrzeugsammlung – Muldenkipplore 5590 | Georg-Schumann-Straße 244; 246 (Karte) | | | 09299141 |
| Direkt Bild zu diesem Denkmal hochladen | Einzeldenkmal der Sachgesamtheit Historische Straßenbahnfahrzeuge Leipzig (Obj. 09303422, gleiche Anschrift): Historischer Straßenbahnwagen der Leipziger Fahrzeugsammlung – Schienenschleifwagen 5091 | Georg-Schumann-Straße 244; 246 (Karte) | | | 09299140 |
| Direkt Bild zu diesem Denkmal hochladen | Einzeldenkmal der Sachgesamtheit Historische Straßenbahnfahrzeuge Leipzig (Obj. 09303422, gleiche Anschrift): Historischer Straßenbahnwagen der Leipziger Fahrzeugsammlung – Beiwagen 830 (Typ 66, Bauart BE 70) | Georg-Schumann-Straße 244; 246 (Karte) | | | 09299137 |
| Direkt Bild zu diesem Denkmal hochladen | Einzeldenkmal der Sachgesamtheit Historische Straßenbahnfahrzeuge Leipzig (Obj. 09303422, gleiche Anschrift): Historischer Straßenbahnwagen der Leipziger Fahrzeugsammlung – Beiwagen 520 (Typ 65, Bauart B4D) | Georg-Schumann-Straße 244; 246 (Karte) | | | 09299136 |
| Direkt Bild zu diesem Denkmal hochladen | Einzeldenkmal der Sachgesamtheit Historische Straßenbahnfahrzeuge Leipzig (Obj. 09303422, gleiche Anschrift): Historischer Straßenbahnwagen der Leipziger Fahrzeugsammlung – Beiwagen 803 (Typ 62, Bauart EB 50) | Georg-Schumann-Straße 244; 246 (Karte) | | | 09299134 |
| Direkt Bild zu diesem Denkmal hochladen | Einzeldenkmal der Sachgesamtheit Historische Straßenbahnfahrzeuge Leipzig (Obj. 09303422, gleiche Anschrift): Historischer Straßenbahnwagen der Leipziger Fahrzeugsammlung – Fahrkartenverkaufswagen 5640 | Georg-Schumann-Straße 244; 246 (Karte) | | | 09299138 |
| Direkt Bild zu diesem Denkmal hochladen | Einzeldenkmal der Sachgesamtheit Historische Straßenbahnfahrzeuge Leipzig (Obj. 09303422, gleiche Anschrift): Historischer Straßenbahnwagen der Leipziger Fahrzeugsammlung – Beiwagen 2012 (Typ 61) | Georg-Schumann-Straße 244; 246 (Karte) | | | 09299133 |
|                                         | Mietshaus in geschlossener Bebauung | Georg-Schumann-Straße 254 (Karte) | um 1900 (Mietshaus) | Klinkerfassade, Stuck und Schablonenmalerei im Eingangsbereich und im Treppenhaus, Treppenhausfenster mit Resten geätzter Verglasung, baugeschichtlich von Bedeutung | 09297579 |
|                                         | Mietshaus in geschlossener Bebauung | Georg-Schumann-Straße 256 (Karte) | um 1900 (Mietshaus) | mit Tordurchfahrt, mit Laden, zeittypische Klinkerfassade, bleiverglaste Treppenhausfenster, baugeschichtlich von Bedeutung | 09297577 |
|                                         | Mietshaus in geschlossener Bebauung | Georg-Schumann-Straße 260 (Karte) | um 1906 (Mietshaus) | mit Laden, Klinkerfassade, baugeschichtlich von Bedeutung | 09297576 |
|                                         | Mietshaus in geschlossener Bebauung in Ecklage | Georg-Schumann-Straße 261 (Karte) | um 1905 (Mietshaus) | mit Eckladen, Kopfbau einer Mietshauszeile, Klinkerfassade, Wohnungstüren mit Supraporten, städtebaulich und baugeschichtlich von Bedeutung | 09297587 |
|                                         | Mietshaus in geschlossener Bebauung | Georg-Schumann-Straße 261a (Karte) | um 1905 (Mietshaus) | mit Laden, Putzfassade mit Kastenerker, Treppenhausfenster mit Resten farbiger Bleiverglasung, baugeschichtlich von Bedeutung | 09297586 |
|                                         | Mietshaus in geschlossener Bebauung | Georg-Schumann-Straße 263 (Karte) | um 1900 (Mietshaus) | mit Laden, historisierende Putzfassade, baugeschichtliche Bedeutung | 09297585 |
|                                         | Mietshaus in geschlossener Bebauung | Georg-Schumann-Straße 266 (Karte) | um 1895 (Mietshaus) | mit Laden, Klinkerfassade, Stuck im Eingangsbereich, Wohnungstüren mit Supraporten, Treppenhausfenster mit geätzten Scheiben, baugeschichtlich von Bedeutung | 09297488 |
|                                         | Mietshaus in geschlossener Bebauung (unter zwei Hausnummern, Anschrift: Friedrich-Bosse-Straße 6 und Georg-Schumann-Straße 267) | Georg-Schumann-Straße 267 (Karte) | um 1900 (Mietshaus) | mit Laden, Putzfassade, Wohnungstüren mit Supraporten, Schablonenmalerei im Treppenhaus, baugeschichtlich von Bedeutung | 09297584 |
|                                         | Mietshaus in geschlossener Bebauung | Georg-Schumann-Straße 269 (Karte) | um 1900 (Mietshaus) | Klinkerfassade, Terrazzo, Schablonenmalerei und Stuckkehle im Eingangsbereich, baugeschichtlich von Bedeutung | 09297583 |
| Direkt Bild zu diesem Denkmal hochladen | Mietshaus in geschlossener Bebauung | Georg-Schumann-Straße 277 (Karte) | um 1907 (Mietshaus) | mit Läden, Putzfassade, Stuckkehle und Schablonenmalerei im Eingangsbereich, Reste bleiverglaster Treppenhausfenster, Schablonenmalerei im Treppenhaus, baugeschichtlich von Bedeutung | 09297582 |
|                                         | Mietshaus in geschlossener Bebauung | Georg-Schumann-Straße 279 (Karte) | 1905/1910 (Mietshaus) | mit Läden, Putzfassade, baugeschichtlich von Bedeutung | 09297581 |
|                                         | Mietshaus in geschlossener Bebauung | Georg-Schumann-Straße 281 (Karte) | um 1906 (Mietshaus) | mit Läden, Putzfassade, baugeschichtlich von Bedeutung | 09297580 |
|                                         | Mietshaus in geschlossener Bebauung in Ecklage | Georg-Schumann-Straße 283 (Karte) | um 1900 (Mietshaus) | | 09297578 |
| Direkt Bild zu diesem Denkmal hochladen | Mietshaus in geschlossener Bebauung in Ecklage | Georg-Schumann-Straße 285 (Karte) | um 1907 (Mietshaus) | ehemals mit Läden, Klinker-Putz-Fassade mit Balkons, Stuck im Eingangsbereich, Wohnungstüren mit Supraporten, Treppenhausfenster mit Resten farbiger Bleiverglasung, Schablonenmalerei im Treppenhaus, baugeschichtlich von Bedeutung | 09297486 |
|                                         | Mietshaus in geschlossener Bebauung | Georg-Schumann-Straße 287 (Karte) | um 1905 (Mietshaus) | mit Läden, Klinkerfassade, baugeschichtlich von Bedeutung | 09297485 |
|                                         | Mietshaus in geschlossener Bebauung | Georg-Schumann-Straße 289 (Karte) | um 1908 (Mietshaus) | zeittypische Putzfassade mit Klinker- und Kunststeingliederung, Architektur am Übergang vom ausklingenden Historismus zum Jugendstil, baugeschichtlich von Bedeutung | 09297484 |
|                                         | Mietshaus in geschlossener Bebauung | Georg-Schumann-Straße 291 (Karte) | um 1907 (Mietshaus) | mit Tordurchfahrt, mit Läden, Putzfassade, baugeschichtlich von Bedeutung | 09297483 |
|                                         | Mietshaus in halboffener Bebauung, mit Pflasterung zum Hof | Georg-Schumann-Straße 297 (Karte) | um 1895 (Mietshaus) | historisierende Putzfassade, baugeschichtliche Bedeutung | 09297565 |
| Direkt Bild zu diesem Denkmal hochladen | Mietshaus in halboffener Bebauung, mit Pflasterung zum Hof | Georg-Schumann-Straße 299 (Karte) | um 1895 (Mietshaus) | historisierende Putzfassade, Treppenhausfenster, baugeschichtliche Bedeutung | 09297566 |
|                                         | Mietshaus in halboffener Bebauung, mit Pflasterung zum Hof | Georg-Schumann-Straße 301 (Karte) | um 1895 (Mietshaus) | mit Laden, historisierende Putzfassade, baugeschichtlich von Bedeutung | 09297567 |
|                                         | Mietshaus in halboffener Bebauung und Pflasterung der Hofeinfahrt | Georg-Schumann-Straße 303 (Karte) | um 1895 (Mietshaus) | historisierende Putzfassade, baugeschichtlich von Bedeutung | 09297754 |
|                                         | Mietshaus in offener Bebauung in Ecklage, mit Vorgarten in der Agnesstraße | Georg-Schumann-Straße 309 (Karte) | um 1885 (Mietshaus) | mit Eckladen, historisierende Putzfassade, baugeschichtlich von Bedeutung | 09297569 |
|                                         | Mietshaus in halboffener Bebauung | Georg-Schumann-Straße 317 (Karte) | um 1895 (Mietshaus) | mit Laden, Putzfassade, Wohnungstüren mit Supraporten, baugeschichtlich von Bedeutung | 09297571 |
|                                         | Mietshaus in geschlossener Bebauung | Georg-Schumann-Straße 319 (Karte) | um 1895 (Mietshaus) | Klinkerfassade, Stuck im Eingangsbereich, Windfangtür, baugeschichtlich von Bedeutung | 09297572 |
|                                         | Mietshaus in halboffener Bebauung | Georg-Schumann-Straße 321 (Karte) | um 1895 (Mietshaus) | mit Laden, Putzfassade, baugeschichtlich von Bedeutung | 09297573 |
|                                         | Mietshaus in halboffener Bebauung | Georg-Schumann-Straße 327 (Karte) | um 1895 (Mietshaus) | Klinkerfassade, baugeschichtlich von Bedeutung | 09297574 |
|                                         | Mietshaus in geschlossener Bebauung | Georg-Schumann-Straße 329 (Karte) | um 1895 (Mietshaus) | Klinkerfassade mit Stuck- und Kunststeingliederung, baugeschichtlich von Bedeutung | 09293507 |
|                                         | Mietshaus in halboffener Bebauung | Georg-Schumann-Straße 331 (Karte) | um 1895 (Mietshaus) | Klinkerfassade, baugeschichtlich von Bedeutung | 09297575 |
|                                         | Mietshaus in geschlossener Bebauung | Gerstäckerstraße 1 (Karte) | um 1895 (Mietshaus) | Klinkerfassade, baugeschichtlich von Bedeutung | 09297494 |
|                                         | Mietshaus in geschlossener Bebauung | Gerstäckerstraße 2 (Karte) | um 1915 (Mietshaus) | zeittypische Putzfassade, baugeschichtlich von Bedeutung | 09297489 |
| Direkt Bild zu diesem Denkmal hochladen | Mietshaus in geschlossener Bebauung | Gerstäckerstraße 3 (Karte) | um 1906 (Mietshaus) | Putz-Klinker-Fassade, baugeschichtlich von Bedeutung | 09297495 |
|                                         | Mietshaus in geschlossener Bebauung | Gerstäckerstraße 4 (Karte) | um 1910 (Mietshaus) | Putzfassade, Stuck im Eingangsbereich, Bleiglasfenster im Treppenhaus, baugeschichtlich von Bedeutung | 09297490 |
| Direkt Bild zu diesem Denkmal hochladen | Mietshaus in geschlossener Bebauung | Gerstäckerstraße 5 (Karte) | um 1908 (Mietshaus) | mit Hausdurchgang, Putzfassade, Wohnungstüren mit Supraporten, baugeschichtliche Bedeutung | 09297496 |
| Direkt Bild zu diesem Denkmal hochladen | Mietshaus in geschlossener Bebauung | Gerstäckerstraße 6 (Karte) | um 1910 (Mietshaus) | Putzfassade, Stuck im Eingangsbereich, baugeschichtlich von Bedeutung | 09297491 |
| Direkt Bild zu diesem Denkmal hochladen | Mietshaus in geschlossener Bebauung | Gerstäckerstraße 7 (Karte) | um 1906 (Mietshaus) | Klinkerfassade, Treppenhausfenster mit Ätzglas, baugeschichtlich von Bedeutung | 09297493 |
| Direkt Bild zu diesem Denkmal hochladen | Mietshaus in geschlossener Bebauung in Ecklage | Gerstäckerstraße 8 (Karte) | um 1908 (Mietshaus) | Klinker-Putz-Fassade, Stuck im Eingangsbereich, baugeschichtlich von Bedeutung | 09297492 |
| Direkt Bild zu diesem Denkmal hochladen | Mehrfamilienhäuser einer Wohnanlage, mit Vorgarten | Glesiener Straße 19; 21; 23; 25; 27; 29 (Karte) | 1927 (Mietshaus) | Häusergruppe des Bauvereins zur Schaffung preiswerter Wohnungen in Leipzig, Putzfassade, baugeschichtlich und sozialgeschichtlich von Bedeutung | 09292971 |
| Direkt Bild zu diesem Denkmal hochladen | Mehrfamilienhäuser einer Wohnanlage, mit Vorgarten | Glesiener Straße 20; 22; 24; 26; 28; 30; 32 (Karte) | um 1914 (Mietshaus) | Putzfassade, Häusergruppe im Reformstil, siehe auch Max-Liebermann-Straße 18/20 und 12–16, baugeschichtlich und sozialgeschichtlich von Bedeutung | 09292846 |
|                                         | Mietshaus in geschlossener Bebauung in Ecklage | Gustav-Kühn-Straße 2 (Karte) | um 1905 (Mietshaus) | mit Läden, Putzfassade, Wohnungstüren mit Supraporten und Gittern, Bleiglasfenster im Treppenhaus, baugeschichtlich von Bedeutung | 09297541 |
|                                         | Mietshaus in geschlossener Bebauung | Gustav-Kühn-Straße 4 (Karte) | um 1915 (Mietshaus) | mit Läden, Putzfassade, Haustür mit geschliffenen Scheiben und Oberlicht, Stuckreliefs und Deckenstuck im Eingangsbereich, Wohnungstüren mit Supraporten und Gittern, baugeschichtlich von Bedeutung | 09297540 |
|                                         | Mietshaus in halboffener Bebauung in Ecklage | Gustav-Kühn-Straße 6 (Karte) | 1910–1911 (Mietshaus) | zeittypische Putzfassade, Eckbetonung, baugeschichtlich von Bedeutung | 09304038 |
|                                         | Gebäude einer Landesanstalt für Landwirtschaft (Anschrift: Bucksdorffstraße 3, 5 und Gustav-Kühn-Straße 8), mit Pflasterung, Toreinfahrt und Einfriedung | Gustav-Kühn-Straße 8 (Karte) | 1857 (Institut) | ehemals Königlich-Sächsische Landesanstalt, später Uniklinik der Veterinärmedizinischen Fakultät, baugeschichtlich und ortsgeschichtlich von Bedeutung | 09297550 |